# Österreichischer Fußball-Cup 2014/15

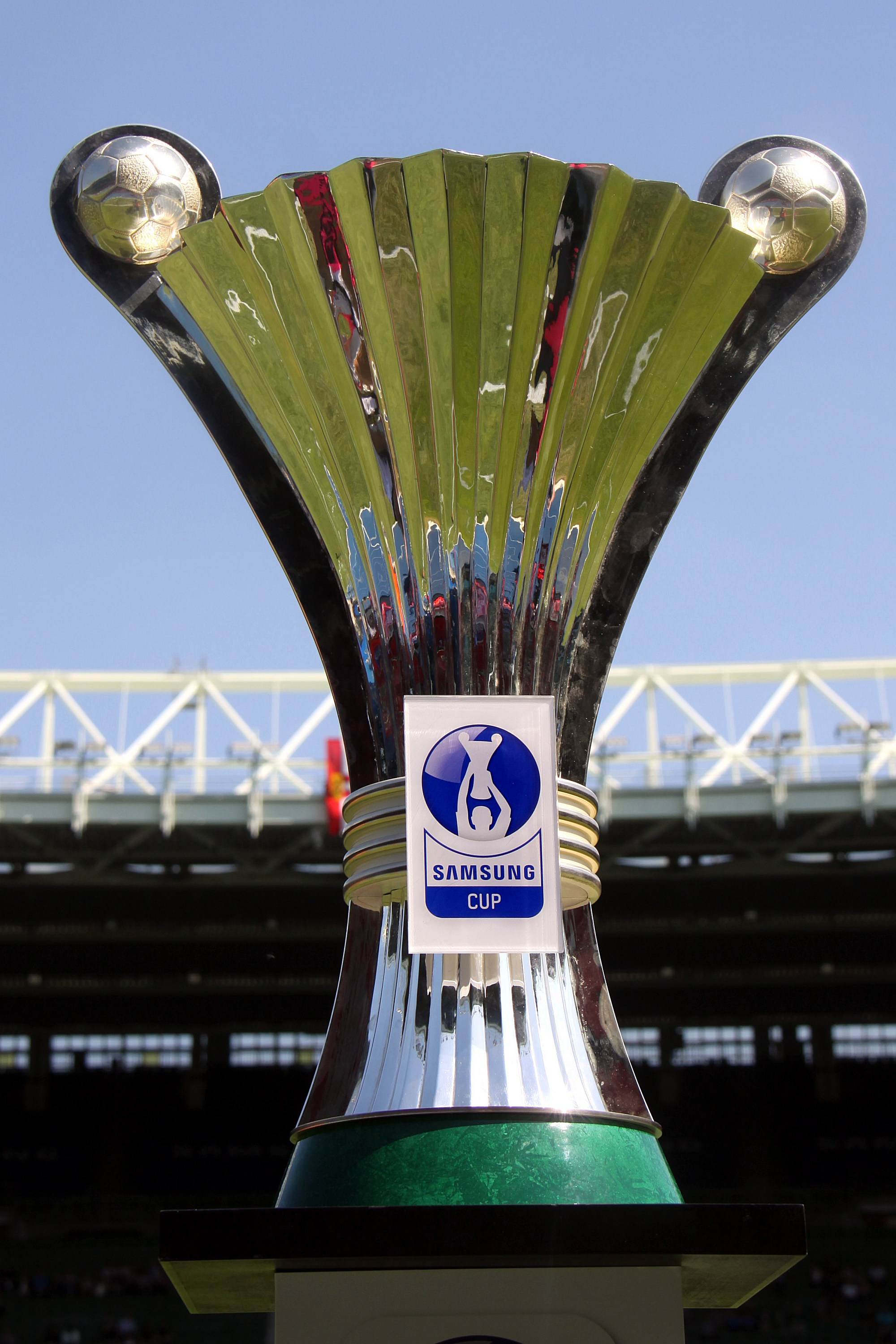
ÖFB-Cup

Der Cup des Österreichischen Fußball-Bundes wurde in der Saison 2014/15 zum 80. Mal ausgespielt. Die offizielle Bezeichnung des Wettbewerbs lautete zum vierten Mal in Folge „ÖFB Samsung-Cup“. Der Sieger war berechtigt, an der Playoff-Runde zur UEFA Europa League 2015/16 teilzunehmen. Sollte der Pokalsieger schon für die UEFA Europa League oder die UEFA Champions League qualifiziert gewesen sein, so nahm der Tabellenfünfte an der Qualifikation für die UEFA Europa League teil.
Titelverteidiger war FC Red Bull Salzburg, der in der Vorsaison als Bundesligist den Titel gewonnen hatte.

## Terminkalender
Die einzelnen Runden im Österreichischen Fußball-Cup finden wie folgt statt:
- 1. Runde: 11./12./13. Juli 2014 (Auslosung: 2. Juli 2014)
- 2. Runde: 23./24. September 2014 (Auslosung am 3. August 2014)
- Achtelfinale: 28./29. Oktober 2014 (Auslosung am 28. September 2014)
- Viertelfinale: 7./8. April 2015 (Auslosung am 2. November 2014)
- Halbfinale: 28./29. April 2015 (Auslosung am 12. April 2015)
- Finale: 3. oder 4. Juni 2015 in Klagenfurt

## Teilnehmer
In der ersten Runde, an der 64 Mannschaften teilnahmen, waren die Mannschaften der Bundesliga und die Mannschaften der Ersten Liga fix qualifiziert. Dabei durfte pro Bundesliga/Erste-Liga-Verein nur eine Mannschaft antreten, d. h. ihre Amateurmannschaften waren nicht spielberechtigt. Die restlichen Plätze wurden nach einem festgelegten Schlüssel auf Amateurvereine in den Landesverbänden aufgeteilt:
- Burgenland, Kärnten, Salzburg, Tirol, Vorarlberg: je 4
- Wien: 5
- Oberösterreich, Steiermark: je 6
- Niederösterreich: 7

Zum Teilnehmerkontingent jedes Landesverbands zählten zwingend der Sieger des jeweiligen Landes-Cups 2013/14 sowie ggf. Verlierer der Relegation zwischen 2. und 3. Leistungsstufe (Erste Liga/Regionalliga).
Folgende Teams traten in der ersten Runde an:
| Bundesliga | Erste Liga | Landes-Cup-Sieger |
| --- | --- | --- |
| - FC Red Bull Salzburg - SK Rapid Wien - SV Grödig - FK Austria Wien - SK Sturm Graz - SV Ried - Wolfsberger AC - SC Wiener Neustadt - FC Admira Wacker Mödling - SCR Altach | - SC Austria Lustenau - FC Liefering - SKN St. Pölten - Kapfenberger SV - SV Mattersburg - SV Horn - TSV Hartberg - Floridsdorfer AC - LASK Linz - FC Wacker Innsbruck | - SC Neusiedl am See (B) - SK Austria Klagenfurt (K) - ASV Spratzern (NÖ) - SV Grün-Weiß Micheldorf (OÖ) - SV Austria Salzburg (S) - FC Lankowitz (ST) - WSG Wattens (T) - FC Dornbirn 1913 (V) - Admira Technopool (W) |
| Relegationsverlierer: | | |
| - SC-ESV Parndorf 1919 (B) - SV Austria Salzburg (S) | | |
| Regionalliga | Regionalliga | Landesliga |
| - SC Ritzing (B) - ATSV Wolfsberg (K) - SAK Klagenfurt (K) - SKU Amstetten (NÖ) - 1. SC Sollenau (NÖ) - ATSV Ober-Grafendorf (NÖ) - SC Retz (NÖ) - FC Blau-Weiß Linz (OÖ) - SV Wallern (OÖ) - Union St. Florian (OÖ) - SK Vorwärts Steyr (OÖ) - Union Gurten (OÖ) - TSV St. Johann (S) - TSV Neumarkt (S) | - SV Seekirchen 1945 (S) - USC Eugendorf (S) - USV Allerheiligen (ST) - SC Kalsdorf (ST) - SV Lafnitz (ST) - SC Schwaz (T) - FC Kufstein (T) - FC Kitzbühel (T) - FC Hard (V) - FC Höchst (V) - SV Schwechat (W) - First Vienna FC 1894 (W) - Wiener Sportklub (W) - SR Donaufeld Wien (W) | - SV Wimpassing (B) - FC Lendorf (K) - ASK Kottingbrunn (NÖ) - SV Leobendorf (NÖ) - SC Weiz (ST) - FC Gleisdorf 09 (ST) - VfB Hohenems (V)                                                                              |

Anmerkungen
1. ↑  Der FC Liefering ist zwar laut Statuten eigenständig, da er aber unter der Kontrolle von Red Bull steht, ist er als Zweitklub des FC Red Bull Salzburg anzusehen. Der Aufstieg in die Erste Liga wurde vom ÖFB noch zugelassen, auf eine Teilnahme am Cup verzichtet der Verein (siehe dazu Die Bundesliga machte es offiziell: LASK scheiterte an Red Bull. Oberösterreichische Nachrichten, 28. Juni 2013, abgerufen am 3. Juli 2013.). Stattdessen rückt der TSV St. Johann als Verlierer des Landescup-Finals des Salzburger Landesverbandes nach.
2. ↑  SV Austria Salzburg ist sowohl als Landescupsieger als auch Relegationsverlierer für den ÖFB-Cup qualifiziert.

## 1. Runde

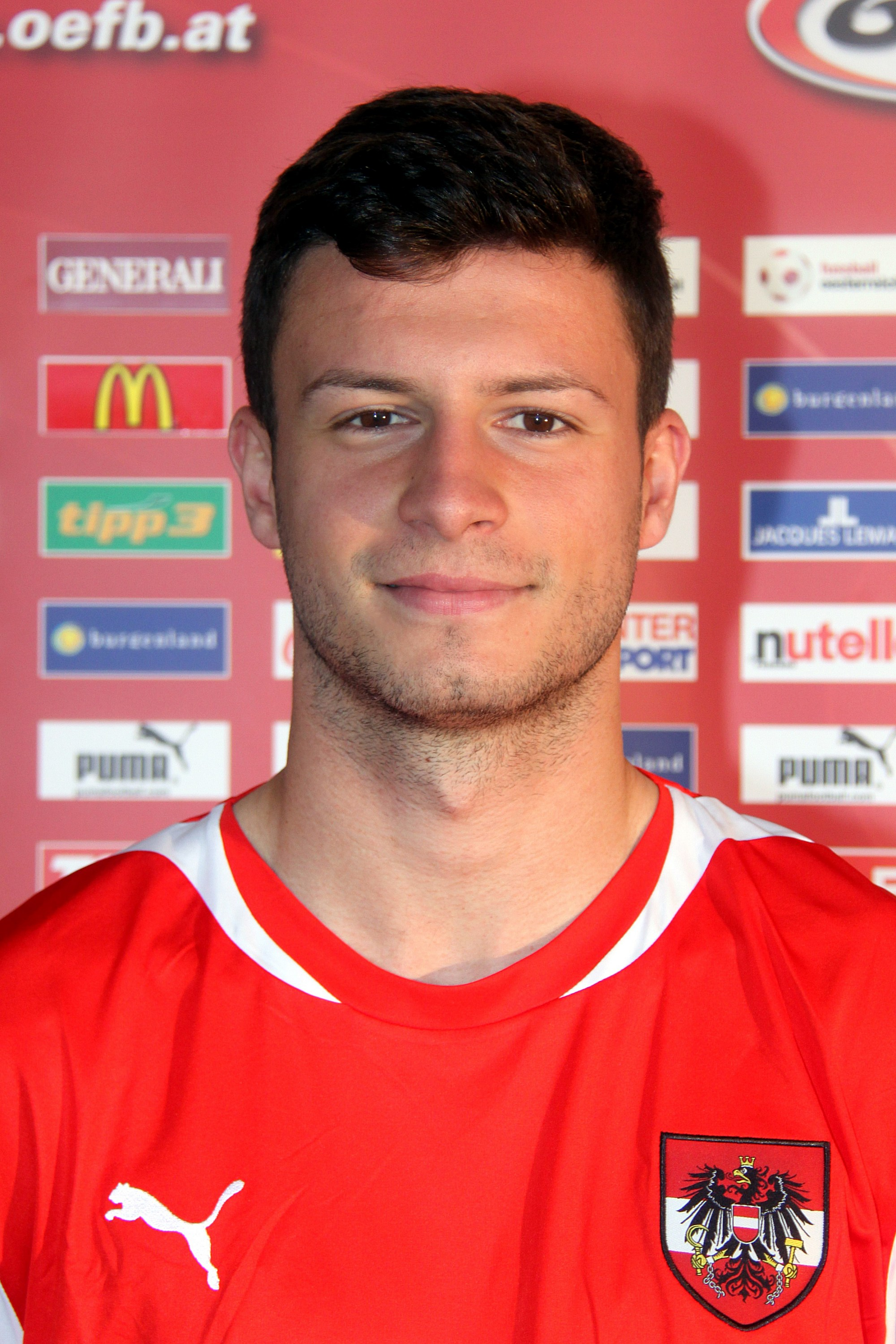
Marco Djuricin erzielte drei Treffer für den SK Sturm Graz

Die erste Runde wurde am 2. Juli 2014 ausgelost. Gespielt wurde von 11. bis 16. Juli 2014.

### Ergebnisse der 1. Runde
| Datum      | Liga | Liga | Liga | Heimmannschaft | | Gastmannschaft | Ergebnis |
| ---------- | --- | --- | --- | --- | --- | --- | --- |
| 11.07.2014 | RL | – | RL | SK Austria Klagenfurt (LC) | – | SK Vorwärts Steyr | 1:3 (1:1) |
|            | Torschützen: | Torschützen: | Torschützen: | 0:1 (19.) David Peham, 1:1 (34.) Vedran Vinko, 1:2 (84.) Danijel Petrović, 1:3 (90.) David Peham | 0:1 (19.) David Peham, 1:1 (34.) Vedran Vinko, 1:2 (84.) Danijel Petrović, 1:3 (90.) David Peham | 0:1 (19.) David Peham, 1:1 (34.) Vedran Vinko, 1:2 (84.) Danijel Petrović, 1:3 (90.) David Peham | 0:1 (19.) David Peham, 1:1 (34.) Vedran Vinko, 1:2 (84.) Danijel Petrović, 1:3 (90.) David Peham |
| 11.07.2014 | LL | – | BL | SC Weiz | – | Wolfsberger AC | 2:4 (1:2) |
|            | Torschützen: | Torschützen: | Torschützen: | 0:1 (2.) Jacobo Ynclán, 1:1 (37.) Patrick Durlacher, 1:2 (43., Elfmeter) Peter Žulj, 1:3 (49.) René Seebacher, 2:3 (86.) Patrick Riegler, 2:4 (89.) Peter Žulj | 0:1 (2.) Jacobo Ynclán, 1:1 (37.) Patrick Durlacher, 1:2 (43., Elfmeter) Peter Žulj, 1:3 (49.) René Seebacher, 2:3 (86.) Patrick Riegler, 2:4 (89.) Peter Žulj | 0:1 (2.) Jacobo Ynclán, 1:1 (37.) Patrick Durlacher, 1:2 (43., Elfmeter) Peter Žulj, 1:3 (49.) René Seebacher, 2:3 (86.) Patrick Riegler, 2:4 (89.) Peter Žulj | 0:1 (2.) Jacobo Ynclán, 1:1 (37.) Patrick Durlacher, 1:2 (43., Elfmeter) Peter Žulj, 1:3 (49.) René Seebacher, 2:3 (86.) Patrick Riegler, 2:4 (89.) Peter Žulj |
| 11.07.2014 | RL | – | BL | First Vienna FC 1894 | – | FK Austria Wien | 0:6 (0:2) |
|            | Torschützen: | Torschützen: | Torschützen: | 0:1 (23.) Martin Harrer, 0:2 (38.) Daniel Royer, 0:3 (53.) Daniel Royer, 0:4 (60.) Alexander Gorgon, 0:5 (80.) Roman Kienast, 0:6 (86.) Alexander Grünwald | 0:1 (23.) Martin Harrer, 0:2 (38.) Daniel Royer, 0:3 (53.) Daniel Royer, 0:4 (60.) Alexander Gorgon, 0:5 (80.) Roman Kienast, 0:6 (86.) Alexander Grünwald | 0:1 (23.) Martin Harrer, 0:2 (38.) Daniel Royer, 0:3 (53.) Daniel Royer, 0:4 (60.) Alexander Gorgon, 0:5 (80.) Roman Kienast, 0:6 (86.) Alexander Grünwald | 0:1 (23.) Martin Harrer, 0:2 (38.) Daniel Royer, 0:3 (53.) Daniel Royer, 0:4 (60.) Alexander Gorgon, 0:5 (80.) Roman Kienast, 0:6 (86.) Alexander Grünwald |
| 11.07.2014 | RL | – | EL | SV Seekirchen 1945 | – | LASK Linz | 1:4 (0:0) |
|            | Torschützen: | Torschützen: | Torschützen: | 0:1 (47.) Markus Blutsch, 0:2 (50.) Fabiano, 1:2 (62.) Bernhard Rösslhuber, 1:3 (69.) Mario Hieblinger, 1:4 (86.) Florian Templ | 0:1 (47.) Markus Blutsch, 0:2 (50.) Fabiano, 1:2 (62.) Bernhard Rösslhuber, 1:3 (69.) Mario Hieblinger, 1:4 (86.) Florian Templ | 0:1 (47.) Markus Blutsch, 0:2 (50.) Fabiano, 1:2 (62.) Bernhard Rösslhuber, 1:3 (69.) Mario Hieblinger, 1:4 (86.) Florian Templ | 0:1 (47.) Markus Blutsch, 0:2 (50.) Fabiano, 1:2 (62.) Bernhard Rösslhuber, 1:3 (69.) Mario Hieblinger, 1:4 (86.) Florian Templ |
| 11.07.2014 | RL | – | BL | WSG Wattens (LC) | – | SCR Altach | 1:1 (1:1) / 2:4 n. V. |
|            | Torschützen: | Torschützen: | Torschützen: | 1:0 (39.) Manuel Wildauer, 1:1 (43.) Andreas Lienhart, 1:2 (104.) Darijo Pecirep, 1:3 (112.) Darijo Pecirep, 2:3 (116.) Michael Steinlechner, 2:4 (118.) Ivan Kovačec | 1:0 (39.) Manuel Wildauer, 1:1 (43.) Andreas Lienhart, 1:2 (104.) Darijo Pecirep, 1:3 (112.) Darijo Pecirep, 2:3 (116.) Michael Steinlechner, 2:4 (118.) Ivan Kovačec | 1:0 (39.) Manuel Wildauer, 1:1 (43.) Andreas Lienhart, 1:2 (104.) Darijo Pecirep, 1:3 (112.) Darijo Pecirep, 2:3 (116.) Michael Steinlechner, 2:4 (118.) Ivan Kovačec | 1:0 (39.) Manuel Wildauer, 1:1 (43.) Andreas Lienhart, 1:2 (104.) Darijo Pecirep, 1:3 (112.) Darijo Pecirep, 2:3 (116.) Michael Steinlechner, 2:4 (118.) Ivan Kovačec |
| 11.07.2014 | RL | – | EL | SC Kalsdorf | – | TSV Hartberg | 1:1 (1:1) / 2:2 n. V. / 3:4 i. E. |
|            | Torschützen: | Torschützen: | Torschützen: | 1:0 (30.) Rafael Dorn, 1:1 (41.) Thomas Löffler, 1:2 (93.) Thomas Rotter, 2:2 (106.) Dominik Hackinger | 1:0 (30.) Rafael Dorn, 1:1 (41.) Thomas Löffler, 1:2 (93.) Thomas Rotter, 2:2 (106.) Dominik Hackinger | 1:0 (30.) Rafael Dorn, 1:1 (41.) Thomas Löffler, 1:2 (93.) Thomas Rotter, 2:2 (106.) Dominik Hackinger | 1:0 (30.) Rafael Dorn, 1:1 (41.) Thomas Löffler, 1:2 (93.) Thomas Rotter, 2:2 (106.) Dominik Hackinger |
| 11.07.2014 | RL | – | BL | SKU Amstetten | – | SK Rapid Wien | 0:0 / 0:1 n. V. |
|            | Torschützen: | Torschützen: | Torschützen: | 0:1 (116.) Christopher Dibon | 0:1 (116.) Christopher Dibon | 0:1 (116.) Christopher Dibon | 0:1 (116.) Christopher Dibon |
| 11.07.2014 | RL | – | BL | SC-ESV Parndorf 1919 | – | SV Ried | 2:3 (1:2) |
|            | Torschützen: | Torschützen: | Torschützen: | 0:1 (33., Elfmeter) Dieter Elsneg, 1:1 (34.) Patrick Kienzl, 1:2 (39.) Harald Pichler, 1:3 (54.) Marcel Ziegl, 2:3 (69., Elfmeter) Roman Kummerer | 0:1 (33., Elfmeter) Dieter Elsneg, 1:1 (34.) Patrick Kienzl, 1:2 (39.) Harald Pichler, 1:3 (54.) Marcel Ziegl, 2:3 (69., Elfmeter) Roman Kummerer | 0:1 (33., Elfmeter) Dieter Elsneg, 1:1 (34.) Patrick Kienzl, 1:2 (39.) Harald Pichler, 1:3 (54.) Marcel Ziegl, 2:3 (69., Elfmeter) Roman Kummerer | 0:1 (33., Elfmeter) Dieter Elsneg, 1:1 (34.) Patrick Kienzl, 1:2 (39.) Harald Pichler, 1:3 (54.) Marcel Ziegl, 2:3 (69., Elfmeter) Roman Kummerer |
| 11.07.2014 | RL | – | RL | FC Hard | – | SC Ritzing | 1:2 (1:1) |
|            | Torschützen: | Torschützen: | Torschützen: | 0:1 (16.) Mario Pavec, 1:1 (23., Elfmeter) Christoph Fleisch, 1:2 (83.) Marko Micanovic | 0:1 (16.) Mario Pavec, 1:1 (23., Elfmeter) Christoph Fleisch, 1:2 (83.) Marko Micanovic | 0:1 (16.) Mario Pavec, 1:1 (23., Elfmeter) Christoph Fleisch, 1:2 (83.) Marko Micanovic | 0:1 (16.) Mario Pavec, 1:1 (23., Elfmeter) Christoph Fleisch, 1:2 (83.) Marko Micanovic |
| 11.07.2014 | RL | – | BL | SC Schwaz | – | SK Sturm Graz | 1:4 (0:1) |
|            | Torschützen: | Torschützen: | Torschützen: | 0:1 (24.) Marco Djuricin, 1:1 (54.) Tobias Vogler, 1:2 (67.) Marco Djuricin, 1:3 (72.) Daniel Beichler, 1:4 (90.) Marco Djuricin | 0:1 (24.) Marco Djuricin, 1:1 (54.) Tobias Vogler, 1:2 (67.) Marco Djuricin, 1:3 (72.) Daniel Beichler, 1:4 (90.) Marco Djuricin | 0:1 (24.) Marco Djuricin, 1:1 (54.) Tobias Vogler, 1:2 (67.) Marco Djuricin, 1:3 (72.) Daniel Beichler, 1:4 (90.) Marco Djuricin | 0:1 (24.) Marco Djuricin, 1:1 (54.) Tobias Vogler, 1:2 (67.) Marco Djuricin, 1:3 (72.) Daniel Beichler, 1:4 (90.) Marco Djuricin |
| 11.07.2014 | RL | – | EL | SV Schwechat | – | Floridsdorfer AC | 1:4 (1:2) |
|            | Torschützen: | Torschützen: | Torschützen: | 1:0 (17.) Aleksandar Palalic, 1:1 (24.) Michael Pittnauer, 1:2 (39.) Sargon Duran, 1:3 (47.) Andreas Bauer, 1:4 (83.) Sargon Duran | 1:0 (17.) Aleksandar Palalic, 1:1 (24.) Michael Pittnauer, 1:2 (39.) Sargon Duran, 1:3 (47.) Andreas Bauer, 1:4 (83.) Sargon Duran | 1:0 (17.) Aleksandar Palalic, 1:1 (24.) Michael Pittnauer, 1:2 (39.) Sargon Duran, 1:3 (47.) Andreas Bauer, 1:4 (83.) Sargon Duran | 1:0 (17.) Aleksandar Palalic, 1:1 (24.) Michael Pittnauer, 1:2 (39.) Sargon Duran, 1:3 (47.) Andreas Bauer, 1:4 (83.) Sargon Duran |
| 11.07.2014 | LL | – | BL | FC Lendorf | – | FC Admira Wacker Mödling | 0:7 (0:1) |
|            | Torschützen: | Torschützen: | Torschützen: | 0:1 (35.) Lukas Thürauer, 0:2 (52.) Eldis Bajrami, 0:3 (58.) Thomas Ebner, 0:4 (63.) Issiaka Ouédraogo, 0:5 (72.) Stephan Auer, 0:6 (74., Eigentor) Mario Nagy, 0:7 (80.) Thorsten Schick | 0:1 (35.) Lukas Thürauer, 0:2 (52.) Eldis Bajrami, 0:3 (58.) Thomas Ebner, 0:4 (63.) Issiaka Ouédraogo, 0:5 (72.) Stephan Auer, 0:6 (74., Eigentor) Mario Nagy, 0:7 (80.) Thorsten Schick | 0:1 (35.) Lukas Thürauer, 0:2 (52.) Eldis Bajrami, 0:3 (58.) Thomas Ebner, 0:4 (63.) Issiaka Ouédraogo, 0:5 (72.) Stephan Auer, 0:6 (74., Eigentor) Mario Nagy, 0:7 (80.) Thorsten Schick | 0:1 (35.) Lukas Thürauer, 0:2 (52.) Eldis Bajrami, 0:3 (58.) Thomas Ebner, 0:4 (63.) Issiaka Ouédraogo, 0:5 (72.) Stephan Auer, 0:6 (74., Eigentor) Mario Nagy, 0:7 (80.) Thorsten Schick |
| 11.07.2014 | LL | – | EL | ASK Kottingbrunn | – | Kapfenberger SV | 0:7 (0:2) |
|            | Torschützen: | Torschützen: | Torschützen: | 0:1 (31.) Mario Grgić, 0:2 (45.) Christian Bubalović, 0:3 (56.) Edin Bahtic, 0:4 (60.) Edin Bahtic, 0:5 (62.) Marco Perchtold, 0:6 (77.) Ronivaldo, 0:7 (90.) Ronivaldo | 0:1 (31.) Mario Grgić, 0:2 (45.) Christian Bubalović, 0:3 (56.) Edin Bahtic, 0:4 (60.) Edin Bahtic, 0:5 (62.) Marco Perchtold, 0:6 (77.) Ronivaldo, 0:7 (90.) Ronivaldo | 0:1 (31.) Mario Grgić, 0:2 (45.) Christian Bubalović, 0:3 (56.) Edin Bahtic, 0:4 (60.) Edin Bahtic, 0:5 (62.) Marco Perchtold, 0:6 (77.) Ronivaldo, 0:7 (90.) Ronivaldo | 0:1 (31.) Mario Grgić, 0:2 (45.) Christian Bubalović, 0:3 (56.) Edin Bahtic, 0:4 (60.) Edin Bahtic, 0:5 (62.) Marco Perchtold, 0:6 (77.) Ronivaldo, 0:7 (90.) Ronivaldo |
| 11.07.2014 | RL | – | RL | ATSV Wolfsberg | – | FC Dornbirn 1913 (LC) | 2:1 (1:1) |
|            | Torschützen: | Torschützen: | Torschützen: | 1:0 (7.) Luka Prašnikar, 1:1 (12.) Elvis Alibabic, 2:1 (50.) Thomas Heine | 1:0 (7.) Luka Prašnikar, 1:1 (12.) Elvis Alibabic, 2:1 (50.) Thomas Heine | 1:0 (7.) Luka Prašnikar, 1:1 (12.) Elvis Alibabic, 2:1 (50.) Thomas Heine | 1:0 (7.) Luka Prašnikar, 1:1 (12.) Elvis Alibabic, 2:1 (50.) Thomas Heine |
| 11.07.2014 | RL | – | RL | SV Wallern | – | Union St. Florian | 0:0 / 1:1 n. V. / 5:3 i. E. |
|            | Torschützen: | Torschützen: | Torschützen: | 1:0 (107.) Siniša Marković, 1:1 (117.) Oliver Preuer | 1:0 (107.) Siniša Marković, 1:1 (117.) Oliver Preuer | 1:0 (107.) Siniša Marković, 1:1 (117.) Oliver Preuer | 1:0 (107.) Siniša Marković, 1:1 (117.) Oliver Preuer |
| 12.07.2014 | RL | – | EL | Wiener Sportklub | – | SC Austria Lustenau | 3:2 (0:0) |
|            | Torschützen: | Torschützen: | Torschützen: | 0:1 (47.) Thiago de Lima Silva, 1:1 (54.) Álex Yunes, 2:1 (73.) Rafael Pollack, 3:1 (84.) Álex Yunes, 3:2 (90.) Dario Tadić | 0:1 (47.) Thiago de Lima Silva, 1:1 (54.) Álex Yunes, 2:1 (73.) Rafael Pollack, 3:1 (84.) Álex Yunes, 3:2 (90.) Dario Tadić | 0:1 (47.) Thiago de Lima Silva, 1:1 (54.) Álex Yunes, 2:1 (73.) Rafael Pollack, 3:1 (84.) Álex Yunes, 3:2 (90.) Dario Tadić | 0:1 (47.) Thiago de Lima Silva, 1:1 (54.) Álex Yunes, 2:1 (73.) Rafael Pollack, 3:1 (84.) Álex Yunes, 3:2 (90.) Dario Tadić |
| 12.07.2014 | RL | – | BL | Union Gurten | – | SC Wiener Neustadt | 0:6 (0:2) |
|            | Torschützen: | Torschützen: | Torschützen: | 0:1 (1.) Herbert Rauter, 0:2 (20.) Matthias Koch, 0:3 (51.) Matthias Koch, 0:4 (53.) Thomas Pichlmann, 0:5 (56.) Herbert Rauter, 0:6 (89., Elfmeter) Thomas Pichlmann | 0:1 (1.) Herbert Rauter, 0:2 (20.) Matthias Koch, 0:3 (51.) Matthias Koch, 0:4 (53.) Thomas Pichlmann, 0:5 (56.) Herbert Rauter, 0:6 (89., Elfmeter) Thomas Pichlmann | 0:1 (1.) Herbert Rauter, 0:2 (20.) Matthias Koch, 0:3 (51.) Matthias Koch, 0:4 (53.) Thomas Pichlmann, 0:5 (56.) Herbert Rauter, 0:6 (89., Elfmeter) Thomas Pichlmann | 0:1 (1.) Herbert Rauter, 0:2 (20.) Matthias Koch, 0:3 (51.) Matthias Koch, 0:4 (53.) Thomas Pichlmann, 0:5 (56.) Herbert Rauter, 0:6 (89., Elfmeter) Thomas Pichlmann |
| 12.07.2014 | RL | – | RL | SC Neusiedl am See (LC) | – | TSV Neumarkt | 5:1 (1:0) |
|            | Torschützen: | Torschützen: | Torschützen: | 1:0 (29.) Markus Rühmkorf, 2:0 (31., Elfmeter) Marián Tomčak, 2:1 (49., Elfmeter) Patrick Mayer, 3:1 (62.) Marián Tomčak, 4:1 (70.) Francis Enguelle, 5:1 (78.) Marián Tomčak | 1:0 (29.) Markus Rühmkorf, 2:0 (31., Elfmeter) Marián Tomčak, 2:1 (49., Elfmeter) Patrick Mayer, 3:1 (62.) Marián Tomčak, 4:1 (70.) Francis Enguelle, 5:1 (78.) Marián Tomčak | 1:0 (29.) Markus Rühmkorf, 2:0 (31., Elfmeter) Marián Tomčak, 2:1 (49., Elfmeter) Patrick Mayer, 3:1 (62.) Marián Tomčak, 4:1 (70.) Francis Enguelle, 5:1 (78.) Marián Tomčak | 1:0 (29.) Markus Rühmkorf, 2:0 (31., Elfmeter) Marián Tomčak, 2:1 (49., Elfmeter) Patrick Mayer, 3:1 (62.) Marián Tomčak, 4:1 (70.) Francis Enguelle, 5:1 (78.) Marián Tomčak |
| 12.07.2014 | RL | – | LL | TSV St. Johann | – | ASV Spratzern (LC) | 3:0 (2:0) |
|            | Torschützen: | Torschützen: | Torschützen: | 1:0 (24.) Milan Srećo, 2:0 (39.) Leonardo Barnjak, 3:0 (58.) Milan Srećo | 1:0 (24.) Milan Srećo, 2:0 (39.) Leonardo Barnjak, 3:0 (58.) Milan Srećo | 1:0 (24.) Milan Srećo, 2:0 (39.) Leonardo Barnjak, 3:0 (58.) Milan Srećo | 1:0 (24.) Milan Srećo, 2:0 (39.) Leonardo Barnjak, 3:0 (58.) Milan Srećo |
| 12.07.2014 | RL | – | RL | SAK Klagenfurt | – | SV Lafnitz | 1:4 (0:2) |
|            | Torschützen: | Torschützen: | Torschützen: | 0:1 (10., Elfmeter) Michael Kölbl, 0:2 (13.) Daniel Rossmann, 0:3 (52.) Christoph Friedl, 0:4 (55.) Domagoj Bešlić, 1:4 (77., Elfmeter) Thomas Riedl | 0:1 (10., Elfmeter) Michael Kölbl, 0:2 (13.) Daniel Rossmann, 0:3 (52.) Christoph Friedl, 0:4 (55.) Domagoj Bešlić, 1:4 (77., Elfmeter) Thomas Riedl | 0:1 (10., Elfmeter) Michael Kölbl, 0:2 (13.) Daniel Rossmann, 0:3 (52.) Christoph Friedl, 0:4 (55.) Domagoj Bešlić, 1:4 (77., Elfmeter) Thomas Riedl | 0:1 (10., Elfmeter) Michael Kölbl, 0:2 (13.) Daniel Rossmann, 0:3 (52.) Christoph Friedl, 0:4 (55.) Domagoj Bešlić, 1:4 (77., Elfmeter) Thomas Riedl |
| 12.07.2014 | LL | – | RL | SV Grün-Weiß Micheldorf (LC) | – | USV Allerheiligen | 2:1 (0:0) |
|            | Torschützen: | Torschützen: | Torschützen: | 1:0 (45.) Stefan Gotthartsleitner, 2:0 (60.) Stefan Gotthartsleitner, 2:1 (80.) Thomas Hopfer | 1:0 (45.) Stefan Gotthartsleitner, 2:0 (60.) Stefan Gotthartsleitner, 2:1 (80.) Thomas Hopfer | 1:0 (45.) Stefan Gotthartsleitner, 2:0 (60.) Stefan Gotthartsleitner, 2:1 (80.) Thomas Hopfer | 1:0 (45.) Stefan Gotthartsleitner, 2:0 (60.) Stefan Gotthartsleitner, 2:1 (80.) Thomas Hopfer |
| 12.07.2014 | RL | – | L5 | ATSV Ober-Grafendorf | – | FC Lankowitz (LC) | 1:4 (0:3) |
|            | Torschützen: | Torschützen: | Torschützen: | 0:1 (21.) Daniel Brauneis, 0:2 (30.) Daniel Brauneis, 0:3 (31.) Daniel Brauneis, 0:4 (83.) Gerald Puntigam, 1:4 (90.) Jiří Adamec | 0:1 (21.) Daniel Brauneis, 0:2 (30.) Daniel Brauneis, 0:3 (31.) Daniel Brauneis, 0:4 (83.) Gerald Puntigam, 1:4 (90.) Jiří Adamec | 0:1 (21.) Daniel Brauneis, 0:2 (30.) Daniel Brauneis, 0:3 (31.) Daniel Brauneis, 0:4 (83.) Gerald Puntigam, 1:4 (90.) Jiří Adamec | 0:1 (21.) Daniel Brauneis, 0:2 (30.) Daniel Brauneis, 0:3 (31.) Daniel Brauneis, 0:4 (83.) Gerald Puntigam, 1:4 (90.) Jiří Adamec |
| 12.07.2014 | LL | – | RL | VfB Hohenems | – | USC Eugendorf | 5:1 (4:1) |
|            | Torschützen: | Torschützen: | Torschützen: | 0:1 (5.) Igor Bosnjak, 1:1 (14.) Adrian Klammer, 2:1 (19.) Adrian Klammer, 3:1 (36.) Adrian Klammer, 4:1 (40.) Marco Feuerstein, 5:1 (90.) Johannes Klammer | 0:1 (5.) Igor Bosnjak, 1:1 (14.) Adrian Klammer, 2:1 (19.) Adrian Klammer, 3:1 (36.) Adrian Klammer, 4:1 (40.) Marco Feuerstein, 5:1 (90.) Johannes Klammer | 0:1 (5.) Igor Bosnjak, 1:1 (14.) Adrian Klammer, 2:1 (19.) Adrian Klammer, 3:1 (36.) Adrian Klammer, 4:1 (40.) Marco Feuerstein, 5:1 (90.) Johannes Klammer | 0:1 (5.) Igor Bosnjak, 1:1 (14.) Adrian Klammer, 2:1 (19.) Adrian Klammer, 3:1 (36.) Adrian Klammer, 4:1 (40.) Marco Feuerstein, 5:1 (90.) Johannes Klammer |
| 12.07.2014 | RL | – | RL | FC Kitzbühel | – | SC Retz | 5:1 (0:0) |
|            | Torschützen: | Torschützen: | Torschützen: | 0:1 (52.) Petr Nekuda, 1:1 (63.) Franck Matondo, 2:1 (65.) Manuel Schmid, 3:1 (86., Elfmeter) Franck Matondo, 4:1 (88.) Franck Matondo, 5:1 (90.) Manuel Schmid | 0:1 (52.) Petr Nekuda, 1:1 (63.) Franck Matondo, 2:1 (65.) Manuel Schmid, 3:1 (86., Elfmeter) Franck Matondo, 4:1 (88.) Franck Matondo, 5:1 (90.) Manuel Schmid | 0:1 (52.) Petr Nekuda, 1:1 (63.) Franck Matondo, 2:1 (65.) Manuel Schmid, 3:1 (86., Elfmeter) Franck Matondo, 4:1 (88.) Franck Matondo, 5:1 (90.) Manuel Schmid | 0:1 (52.) Petr Nekuda, 1:1 (63.) Franck Matondo, 2:1 (65.) Manuel Schmid, 3:1 (86., Elfmeter) Franck Matondo, 4:1 (88.) Franck Matondo, 5:1 (90.) Manuel Schmid |
| 12.07.2014 | RL | – | EL | FC Höchst | – | SV Mattersburg | 1:2 (0:1) |
|            | Torschützen: | Torschützen: | Torschützen: | 0:1 (44.) Markus Pink, 1:1 (67.) Ahmet Caner, 1:2 (90.) Thorsten Mahrer | 0:1 (44.) Markus Pink, 1:1 (67.) Ahmet Caner, 1:2 (90.) Thorsten Mahrer | 0:1 (44.) Markus Pink, 1:1 (67.) Ahmet Caner, 1:2 (90.) Thorsten Mahrer | 0:1 (44.) Markus Pink, 1:1 (67.) Ahmet Caner, 1:2 (90.) Thorsten Mahrer |
| 12.07.2014 | L5 | – | EL | SV Wimpassing | – | SV Horn | 0:3 (0:2) |
|            | Torschützen: | Torschützen: | Torschützen: | 0:1 (16.) Mario Kröpfl, 0:2 (45.) Mario Kröpfl, 0:3 (81.) Mario Kröpfl | 0:1 (16.) Mario Kröpfl, 0:2 (45.) Mario Kröpfl, 0:3 (81.) Mario Kröpfl | 0:1 (16.) Mario Kröpfl, 0:2 (45.) Mario Kröpfl, 0:3 (81.) Mario Kröpfl | 0:1 (16.) Mario Kröpfl, 0:2 (45.) Mario Kröpfl, 0:3 (81.) Mario Kröpfl |
| 12.07.2014 | RL | – | BL | 1. SC Sollenau | – | FC Red Bull Salzburg (M, C) | 1:10 (1:5) |
|            | Torschützen: | Torschützen: | Torschützen: | 0:1 (19.) Sadio Mané, 0:2 (24.) Alan, 0:3 (31.) Jonathan Soriano, 0:4 (35.) Jonathan Soriano, 0:5 (36.) Alan, 1:5 (38.) Milan Vuković, 1:6 (62.) Alan, 1:7 (70.) Alan, 1:8 (81.) Marcel Sabitzer, 1:9 (87.) Andreas Ulmer, 1:10 (89.) Marcel Sabitzer                                                                        | 0:1 (19.) Sadio Mané, 0:2 (24.) Alan, 0:3 (31.) Jonathan Soriano, 0:4 (35.) Jonathan Soriano, 0:5 (36.) Alan, 1:5 (38.) Milan Vuković, 1:6 (62.) Alan, 1:7 (70.) Alan, 1:8 (81.) Marcel Sabitzer, 1:9 (87.) Andreas Ulmer, 1:10 (89.) Marcel Sabitzer                                                                        | 0:1 (19.) Sadio Mané, 0:2 (24.) Alan, 0:3 (31.) Jonathan Soriano, 0:4 (35.) Jonathan Soriano, 0:5 (36.) Alan, 1:5 (38.) Milan Vuković, 1:6 (62.) Alan, 1:7 (70.) Alan, 1:8 (81.) Marcel Sabitzer, 1:9 (87.) Andreas Ulmer, 1:10 (89.) Marcel Sabitzer                                                                        | 0:1 (19.) Sadio Mané, 0:2 (24.) Alan, 0:3 (31.) Jonathan Soriano, 0:4 (35.) Jonathan Soriano, 0:5 (36.) Alan, 1:5 (38.) Milan Vuković, 1:6 (62.) Alan, 1:7 (70.) Alan, 1:8 (81.) Marcel Sabitzer, 1:9 (87.) Andreas Ulmer, 1:10 (89.) Marcel Sabitzer                                                                        |
| 12.07.2014 | RL | – | EL | SR Donaufeld Wien | – | FC Wacker Innsbruck | 1:1 (0:0) / 1:3 n. V. |
|            | Torschützen: | Torschützen: | Torschützen: | 1:0 (48.) Jakub Šulc, 1:1 (61.) Andreas Hölzl, 1:2 (105.) Thomas Bergmann, 1:3 (116.) Simon Zangerl | 1:0 (48.) Jakub Šulc, 1:1 (61.) Andreas Hölzl, 1:2 (105.) Thomas Bergmann, 1:3 (116.) Simon Zangerl | 1:0 (48.) Jakub Šulc, 1:1 (61.) Andreas Hölzl, 1:2 (105.) Thomas Bergmann, 1:3 (116.) Simon Zangerl | 1:0 (48.) Jakub Šulc, 1:1 (61.) Andreas Hölzl, 1:2 (105.) Thomas Bergmann, 1:3 (116.) Simon Zangerl |
| 13.07.2014 | LL | – | BL | SV Leobendorf | – | SV Grödig | 1:7 (0:3) |
|            | Torschützen: | Torschützen: | Torschützen: | 0:1 (25.) Bernd Gschweidl, 0:2 (30.) Stefan Nutz, 0:3 (33.) Yordy Reyna, 0:4 (48.) Philipp Huspek, 0:5 (61.) Roman Wallner, 0:6 (63.) Tomi, 1:6 (71.) Mario Konrad, 1:7 (90.) Sandro Djuric | 0:1 (25.) Bernd Gschweidl, 0:2 (30.) Stefan Nutz, 0:3 (33.) Yordy Reyna, 0:4 (48.) Philipp Huspek, 0:5 (61.) Roman Wallner, 0:6 (63.) Tomi, 1:6 (71.) Mario Konrad, 1:7 (90.) Sandro Djuric | 0:1 (25.) Bernd Gschweidl, 0:2 (30.) Stefan Nutz, 0:3 (33.) Yordy Reyna, 0:4 (48.) Philipp Huspek, 0:5 (61.) Roman Wallner, 0:6 (63.) Tomi, 1:6 (71.) Mario Konrad, 1:7 (90.) Sandro Djuric | 0:1 (25.) Bernd Gschweidl, 0:2 (30.) Stefan Nutz, 0:3 (33.) Yordy Reyna, 0:4 (48.) Philipp Huspek, 0:5 (61.) Roman Wallner, 0:6 (63.) Tomi, 1:6 (71.) Mario Konrad, 1:7 (90.) Sandro Djuric |
| 13.07.2014 | LL | – | EL | Admira Landhaus (LC) | – | SKN St. Pölten | 0:8 (0:3) |
|            | Torschützen: | Torschützen: | Torschützen: | 0:1 (18.) Marcel Holzmann, 0:2 (32.) Daniel Segovia, 0:3 (44.) Jannick Schibany, 0:4 (55.) Manuel Hartl, 0:5 (68.) Gary Noël, 0:6 (79.) Bernhard Fucik, 0:7 (82.) Gary Noël, 0:8 (88.) Gary Noël | 0:1 (18.) Marcel Holzmann, 0:2 (32.) Daniel Segovia, 0:3 (44.) Jannick Schibany, 0:4 (55.) Manuel Hartl, 0:5 (68.) Gary Noël, 0:6 (79.) Bernhard Fucik, 0:7 (82.) Gary Noël, 0:8 (88.) Gary Noël | 0:1 (18.) Marcel Holzmann, 0:2 (32.) Daniel Segovia, 0:3 (44.) Jannick Schibany, 0:4 (55.) Manuel Hartl, 0:5 (68.) Gary Noël, 0:6 (79.) Bernhard Fucik, 0:7 (82.) Gary Noël, 0:8 (88.) Gary Noël | 0:1 (18.) Marcel Holzmann, 0:2 (32.) Daniel Segovia, 0:3 (44.) Jannick Schibany, 0:4 (55.) Manuel Hartl, 0:5 (68.) Gary Noël, 0:6 (79.) Bernhard Fucik, 0:7 (82.) Gary Noël, 0:8 (88.) Gary Noël |
| 13.07.2014 | LL | – | RL | FC Gleisdorf 09 | – | FC Kufstein | 1:2 (0:0) |
|            | Torschützen: | Torschützen: | Torschützen: | 1:0 (57.) Jakob Färber, 1:1 (78.) Yigit Baydar, 1:2 (89.) Hermann Achorner | 1:0 (57.) Jakob Färber, 1:1 (78.) Yigit Baydar, 1:2 (89.) Hermann Achorner | 1:0 (57.) Jakob Färber, 1:1 (78.) Yigit Baydar, 1:2 (89.) Hermann Achorner | 1:0 (57.) Jakob Färber, 1:1 (78.) Yigit Baydar, 1:2 (89.) Hermann Achorner |
| 16.07.2014 | RL | – | RL | SV Austria Salzburg (LC) | – | FC Blau-Weiß Linz | 2:0 (1:0) |
|            | Torschützen: | Torschützen: | Torschützen: | 1:0 (27.) Andreas Bammer, 2:0 (89.) Simon Sommer | 1:0 (27.) Andreas Bammer, 2:0 (89.) Simon Sommer | 1:0 (27.) Andreas Bammer, 2:0 (89.) Simon Sommer | 1:0 (27.) Andreas Bammer, 2:0 (89.) Simon Sommer |
| Legende:   | BL = Bundesliga (1. Leistungsstufe) – EL = Erste Liga (2. Leistungsstufe) – RL = Regionalliga (3. Leistungsstufe) LL = Landesliga (4. Leistungsstufe) – L5 = 5. Leistungsstufe M = amtierender Meister – C = amtierender Cupsieger – LC = amtierende Landescupsieger n. V. = Nach Verlängerung – i. E. = im Elfmeterschießen | BL = Bundesliga (1. Leistungsstufe) – EL = Erste Liga (2. Leistungsstufe) – RL = Regionalliga (3. Leistungsstufe) LL = Landesliga (4. Leistungsstufe) – L5 = 5. Leistungsstufe M = amtierender Meister – C = amtierender Cupsieger – LC = amtierende Landescupsieger n. V. = Nach Verlängerung – i. E. = im Elfmeterschießen | BL = Bundesliga (1. Leistungsstufe) – EL = Erste Liga (2. Leistungsstufe) – RL = Regionalliga (3. Leistungsstufe) LL = Landesliga (4. Leistungsstufe) – L5 = 5. Leistungsstufe M = amtierender Meister – C = amtierender Cupsieger – LC = amtierende Landescupsieger n. V. = Nach Verlängerung – i. E. = im Elfmeterschießen | BL = Bundesliga (1. Leistungsstufe) – EL = Erste Liga (2. Leistungsstufe) – RL = Regionalliga (3. Leistungsstufe) LL = Landesliga (4. Leistungsstufe) – L5 = 5. Leistungsstufe M = amtierender Meister – C = amtierender Cupsieger – LC = amtierende Landescupsieger n. V. = Nach Verlängerung – i. E. = im Elfmeterschießen | BL = Bundesliga (1. Leistungsstufe) – EL = Erste Liga (2. Leistungsstufe) – RL = Regionalliga (3. Leistungsstufe) LL = Landesliga (4. Leistungsstufe) – L5 = 5. Leistungsstufe M = amtierender Meister – C = amtierender Cupsieger – LC = amtierende Landescupsieger n. V. = Nach Verlängerung – i. E. = im Elfmeterschießen | BL = Bundesliga (1. Leistungsstufe) – EL = Erste Liga (2. Leistungsstufe) – RL = Regionalliga (3. Leistungsstufe) LL = Landesliga (4. Leistungsstufe) – L5 = 5. Leistungsstufe M = amtierender Meister – C = amtierender Cupsieger – LC = amtierende Landescupsieger n. V. = Nach Verlängerung – i. E. = im Elfmeterschießen | BL = Bundesliga (1. Leistungsstufe) – EL = Erste Liga (2. Leistungsstufe) – RL = Regionalliga (3. Leistungsstufe) LL = Landesliga (4. Leistungsstufe) – L5 = 5. Leistungsstufe M = amtierender Meister – C = amtierender Cupsieger – LC = amtierende Landescupsieger n. V. = Nach Verlängerung – i. E. = im Elfmeterschießen |

## 2. Runde
Die zweite Runde fand vom 22. bis 24. September 2014 statt. Die Auslosung für die zweite Runde wurde am 3. August 2014 durchgeführt.
Folgende Mannschaften haben sich qualifiziert:
- Bundesliga (10) – FC Admira Wacker Mödling, SCR Altach, SK Sturm Graz, SV Grödig, SV Ried, FC Red Bull Salzburg, FK Austria Wien, SK Rapid Wien, SC Wiener Neustadt, Wolfsberger AC
- Erste Liga (8) – Floridsdorfer AC, TSV Hartberg, SV Horn, FC Wacker Innsbruck, Kapfenberger SV, LASK Linz, SV Mattersburg, SKN St. Pölten
- Regionalliga (11) – FC Kitzbühel, FC Kufstein, SV Lafnitz, SC Neusiedl am See, SC Ritzing, TSV St. Johann, SK Vorwärts Steyr, SV Wallern, Wiener Sportklub, ATSV Wolfsberg und SV Austria Salzburg
- Landesliga (2) – SV Grün-Weiß Micheldorf, VfB Hohenems
- Fünfte Leistungsstufe (1) – FC Lankowitz

### Ergebnisse der 2. Runde
| Datum      | Liga | Liga | Liga | Heimmannschaft | | Gastmannschaft | Ergebnis |
| ---------- | --- | --- | --- | --- | --- | --- | --- |
| 22.09.2014 | L5 | – | EL | FC Lankowitz (LC) | – | LASK Linz | 0:3 (0:1) |
|            | Torschützen: | Torschützen: | Torschützen: | 0:1 (38.) Radovan Vujanović, 0:2 (60.) Radovan Vujanović, 0:3 (80.) Radovan Vujanović | 0:1 (38.) Radovan Vujanović, 0:2 (60.) Radovan Vujanović, 0:3 (80.) Radovan Vujanović | 0:1 (38.) Radovan Vujanović, 0:2 (60.) Radovan Vujanović, 0:3 (80.) Radovan Vujanović | 0:1 (38.) Radovan Vujanović, 0:2 (60.) Radovan Vujanović, 0:3 (80.) Radovan Vujanović |
| 23.09.2014 | RL | – | EL | TSV St. Johann im Pongau | – | SKN St. Pölten | 1:1 (0:1) / 1:1 n. V. / 6:7 i. E. |
|            | Torschützen: | Torschützen: | Torschützen: | 0:1 (11.) Daniel Segovia, 1:1 (51., Elfmeter) Thomas Pertl | 0:1 (11.) Daniel Segovia, 1:1 (51., Elfmeter) Thomas Pertl | 0:1 (11.) Daniel Segovia, 1:1 (51., Elfmeter) Thomas Pertl | 0:1 (11.) Daniel Segovia, 1:1 (51., Elfmeter) Thomas Pertl |
| 23.09.2014 | RL | – | EL | FC Kufstein | – | Floridsdorfer AC | 1:6 (0:2) |
|            | Torschützen: | Torschützen: | Torschützen: | 0:1 (28.) René Herbst, 0:2 (34.) Lukas Mössner, 0:3 (47.) Michael Pittnauer, 0:4 (60.) Christian Haselberger, 1:4 (67.) Maximilian Mayerl, 1:5 (81.) Martin Stehlik, 1:6 (87.) Martin Stehlik | 0:1 (28.) René Herbst, 0:2 (34.) Lukas Mössner, 0:3 (47.) Michael Pittnauer, 0:4 (60.) Christian Haselberger, 1:4 (67.) Maximilian Mayerl, 1:5 (81.) Martin Stehlik, 1:6 (87.) Martin Stehlik | 0:1 (28.) René Herbst, 0:2 (34.) Lukas Mössner, 0:3 (47.) Michael Pittnauer, 0:4 (60.) Christian Haselberger, 1:4 (67.) Maximilian Mayerl, 1:5 (81.) Martin Stehlik, 1:6 (87.) Martin Stehlik | 0:1 (28.) René Herbst, 0:2 (34.) Lukas Mössner, 0:3 (47.) Michael Pittnauer, 0:4 (60.) Christian Haselberger, 1:4 (67.) Maximilian Mayerl, 1:5 (81.) Martin Stehlik, 1:6 (87.) Martin Stehlik |
|            | BL | – | BL | SV Ried | – | Wolfsberger AC | 0:1 (0:0) |
|            | Torschützen: | Torschützen: | Torschützen: | 0:1 (88.) Jacobo Ynclán | 0:1 (88.) Jacobo Ynclán | 0:1 (88.) Jacobo Ynclán | 0:1 (88.) Jacobo Ynclán |
| 23.09.2014 | RL | – | BL | SK Vorwärts Steyr | – | SV Grödig | 0:2 (0:0) |
|            | Torschützen: | Torschützen: | Torschützen: | 0:1 (54., Elfmeter) Stefan Nutz, 0:2 (80.) Sandro Djuric | 0:1 (54., Elfmeter) Stefan Nutz, 0:2 (80.) Sandro Djuric | 0:1 (54., Elfmeter) Stefan Nutz, 0:2 (80.) Sandro Djuric | 0:1 (54., Elfmeter) Stefan Nutz, 0:2 (80.) Sandro Djuric |
| 23.09.2014 | RL | – | EL | ATSV Wolfsberg | – | FC Wacker Innsbruck | 0:3 (0:0) |
|            | Torschützen: | Torschützen: | Torschützen: | 0:1 (48.) Simon Zangerl, 0:2 (66.) Simon Zangerl, 0:3 (75.) Simon Zangerl | 0:1 (48.) Simon Zangerl, 0:2 (66.) Simon Zangerl, 0:3 (75.) Simon Zangerl | 0:1 (48.) Simon Zangerl, 0:2 (66.) Simon Zangerl, 0:3 (75.) Simon Zangerl | 0:1 (48.) Simon Zangerl, 0:2 (66.) Simon Zangerl, 0:3 (75.) Simon Zangerl |
| 23.09.2014 | RL | – | BL | SV Austria Salzburg | – | SK Sturm Graz | 0:5 (0:2) |
|            | Torschützen: | Torschützen: | Torschützen: | 0:1 (21.) Marco Djuricin, 0:2 (38.) Marco Djuricin, 0:3 (64.) Thorsten Schick, 0:4 (76.) Daniel Beichler, 0:5 (90.) Marco Djuricin | 0:1 (21.) Marco Djuricin, 0:2 (38.) Marco Djuricin, 0:3 (64.) Thorsten Schick, 0:4 (76.) Daniel Beichler, 0:5 (90.) Marco Djuricin | 0:1 (21.) Marco Djuricin, 0:2 (38.) Marco Djuricin, 0:3 (64.) Thorsten Schick, 0:4 (76.) Daniel Beichler, 0:5 (90.) Marco Djuricin | 0:1 (21.) Marco Djuricin, 0:2 (38.) Marco Djuricin, 0:3 (64.) Thorsten Schick, 0:4 (76.) Daniel Beichler, 0:5 (90.) Marco Djuricin |
| 23.09.2014 | RL | – | EL | SC Neusiedl am See (LC) | – | Kapfenberger SV | 1:4 (1:2) |
|            | Torschützen: | Torschützen: | Torschützen: | 0:1 (17., Elfmeter) Andreas Lasnik, 0:2 (20.) Edin Bahtic, 1:2 (21, Eigentor) Christian Bubalović, 1:3 (83.) Mario Grgić, 1:4 (88.) David Witteveen | 0:1 (17., Elfmeter) Andreas Lasnik, 0:2 (20.) Edin Bahtic, 1:2 (21, Eigentor) Christian Bubalović, 1:3 (83.) Mario Grgić, 1:4 (88.) David Witteveen | 0:1 (17., Elfmeter) Andreas Lasnik, 0:2 (20.) Edin Bahtic, 1:2 (21, Eigentor) Christian Bubalović, 1:3 (83.) Mario Grgić, 1:4 (88.) David Witteveen | 0:1 (17., Elfmeter) Andreas Lasnik, 0:2 (20.) Edin Bahtic, 1:2 (21, Eigentor) Christian Bubalović, 1:3 (83.) Mario Grgić, 1:4 (88.) David Witteveen |
| 23.09.2014 | LL | – | EL | SV Grün-Weiß Micheldorf (LC) | – | SV Mattersburg | 0:4 (0:2) |
|            | Torschützen: | Torschützen: | Torschützen: | 0:1 (13., Eigentor) Visar Hsani, 0:2 (29.) Philipp Erhardt, 0:3 (71., Elfmeter) Ivica Majstorović, 0:4 (88.) Ingo Klemen | 0:1 (13., Eigentor) Visar Hsani, 0:2 (29.) Philipp Erhardt, 0:3 (71., Elfmeter) Ivica Majstorović, 0:4 (88.) Ingo Klemen | 0:1 (13., Eigentor) Visar Hsani, 0:2 (29.) Philipp Erhardt, 0:3 (71., Elfmeter) Ivica Majstorović, 0:4 (88.) Ingo Klemen | 0:1 (13., Eigentor) Visar Hsani, 0:2 (29.) Philipp Erhardt, 0:3 (71., Elfmeter) Ivica Majstorović, 0:4 (88.) Ingo Klemen |
| 23.09.2014 | RL | – | EL | SC Ritzing | – | SV Horn | 2:0 (1:0) |
|            | Torschützen: | Torschützen: | Torschützen: | 1:0 (36.) Michael Hofer, 2:0 (81.) Miroslav Milošević | 1:0 (36.) Michael Hofer, 2:0 (81.) Miroslav Milošević | 1:0 (36.) Michael Hofer, 2:0 (81.) Miroslav Milošević | 1:0 (36.) Michael Hofer, 2:0 (81.) Miroslav Milošević |
| 23.09.2014 | RL | – | EL | SV Lafnitz | – | TSV Hartberg | 0:2 (0:0) |
|            | Torschützen: | Torschützen: | Torschützen: | 0:1 (55.) David Sencar, 0:2 (63.) Bright Edomwonyi | 0:1 (55.) David Sencar, 0:2 (63.) Bright Edomwonyi | 0:1 (55.) David Sencar, 0:2 (63.) Bright Edomwonyi | 0:1 (55.) David Sencar, 0:2 (63.) Bright Edomwonyi |
| 24.09.2014 | LL | – | BL | VfB Hohenems | – | SCR Altach | 0:5 (0:1) |
|            | Torschützen: | Torschützen: | Torschützen: | 0:1 (6.) Ismael Tajouri, 0:2 (48.) Louis Ngwat-Mahop, 0:3 (63.) Louis Ngwat-Mahop, 0:4 (67.) Hannes Aigner, 0:5 (73.) Patrick Seeger | 0:1 (6.) Ismael Tajouri, 0:2 (48.) Louis Ngwat-Mahop, 0:3 (63.) Louis Ngwat-Mahop, 0:4 (67.) Hannes Aigner, 0:5 (73.) Patrick Seeger | 0:1 (6.) Ismael Tajouri, 0:2 (48.) Louis Ngwat-Mahop, 0:3 (63.) Louis Ngwat-Mahop, 0:4 (67.) Hannes Aigner, 0:5 (73.) Patrick Seeger | 0:1 (6.) Ismael Tajouri, 0:2 (48.) Louis Ngwat-Mahop, 0:3 (63.) Louis Ngwat-Mahop, 0:4 (67.) Hannes Aigner, 0:5 (73.) Patrick Seeger |
| 24.09.2014 | RL | – | BL | SV Wallern | – | SK Rapid Wien | 0:1 (0:1) |
|            | Torschützen: | Torschützen: | Torschützen: | 0:1 (29.) Philipp Prosenik | 0:1 (29.) Philipp Prosenik | 0:1 (29.) Philipp Prosenik | 0:1 (29.) Philipp Prosenik |
| 24.09.2014 | BL | – | BL | SC Wiener Neustadt | – | FC Admira Wacker Mödling | 2:2 (1:1) / 2:2 n. V. / 5:3 i. E. |
|            | Torschützen: | Torschützen: | Torschützen: | 1:0 (27.) Matthias Koch, 1:1 (34.) Issiaka Ouédraogo, 2:1 (68.) Christian Deutschmann, 2:2 (82.) Markus Katzer | 1:0 (27.) Matthias Koch, 1:1 (34.) Issiaka Ouédraogo, 2:1 (68.) Christian Deutschmann, 2:2 (82.) Markus Katzer | 1:0 (27.) Matthias Koch, 1:1 (34.) Issiaka Ouédraogo, 2:1 (68.) Christian Deutschmann, 2:2 (82.) Markus Katzer | 1:0 (27.) Matthias Koch, 1:1 (34.) Issiaka Ouédraogo, 2:1 (68.) Christian Deutschmann, 2:2 (82.) Markus Katzer |
| 24.09.2014 | RL | – | BL | FC Kitzbühel | – | FK Austria Wien | 0:5 (0:3) |
|            | Torschützen: | Torschützen: | Torschützen: | 0:1 (16.) Alexander Grünwald, 0:2 (22.) Alexander Grünwald, 0:3 (30.) Omer Damari, 0:4 (56.) Florian Mader, 0:5 (88.) Martin Harrer | 0:1 (16.) Alexander Grünwald, 0:2 (22.) Alexander Grünwald, 0:3 (30.) Omer Damari, 0:4 (56.) Florian Mader, 0:5 (88.) Martin Harrer | 0:1 (16.) Alexander Grünwald, 0:2 (22.) Alexander Grünwald, 0:3 (30.) Omer Damari, 0:4 (56.) Florian Mader, 0:5 (88.) Martin Harrer | 0:1 (16.) Alexander Grünwald, 0:2 (22.) Alexander Grünwald, 0:3 (30.) Omer Damari, 0:4 (56.) Florian Mader, 0:5 (88.) Martin Harrer |
| 24.09.2014 | RL | – | BL | Wiener Sportklub | – | FC Red Bull Salzburg (M, C) | 1:12 (1:4) |
|            | Torschützen: | Torschützen: | Torschützen: | 0:1 (6.) Marcel Sabitzer, 0:2 (21.) Jonatan Soriano, 1:2 (32.) Rafael Pollack, 1:3 (35.) Alan, 1:4 (37.) Marcel Sabitzer, 1: 5 (53.) Alan, 1:6 (55.) Alan, 1:7 (60.) Kevin Kampl, 1:8 (72.) Christoph Leitgeb, 1:9 (75.) Jonatan Soriano, 1:10 (80.) Massimo Bruno, 1:11 (86.) Nils Quaschner, 1:12 (88., Eigentor) Yannick Soura | 0:1 (6.) Marcel Sabitzer, 0:2 (21.) Jonatan Soriano, 1:2 (32.) Rafael Pollack, 1:3 (35.) Alan, 1:4 (37.) Marcel Sabitzer, 1: 5 (53.) Alan, 1:6 (55.) Alan, 1:7 (60.) Kevin Kampl, 1:8 (72.) Christoph Leitgeb, 1:9 (75.) Jonatan Soriano, 1:10 (80.) Massimo Bruno, 1:11 (86.) Nils Quaschner, 1:12 (88., Eigentor) Yannick Soura | 0:1 (6.) Marcel Sabitzer, 0:2 (21.) Jonatan Soriano, 1:2 (32.) Rafael Pollack, 1:3 (35.) Alan, 1:4 (37.) Marcel Sabitzer, 1: 5 (53.) Alan, 1:6 (55.) Alan, 1:7 (60.) Kevin Kampl, 1:8 (72.) Christoph Leitgeb, 1:9 (75.) Jonatan Soriano, 1:10 (80.) Massimo Bruno, 1:11 (86.) Nils Quaschner, 1:12 (88., Eigentor) Yannick Soura | 0:1 (6.) Marcel Sabitzer, 0:2 (21.) Jonatan Soriano, 1:2 (32.) Rafael Pollack, 1:3 (35.) Alan, 1:4 (37.) Marcel Sabitzer, 1: 5 (53.) Alan, 1:6 (55.) Alan, 1:7 (60.) Kevin Kampl, 1:8 (72.) Christoph Leitgeb, 1:9 (75.) Jonatan Soriano, 1:10 (80.) Massimo Bruno, 1:11 (86.) Nils Quaschner, 1:12 (88., Eigentor) Yannick Soura |
| Legende:   | BL = Bundesliga (1. Leistungsstufe) – EL = Erste Liga (2. Leistungsstufe) – RL = Regionalliga (3. Leistungsstufe) LL = Landesliga (4. Leistungsstufe) – L5 = 5. Leistungsstufe M = amtierender Meister – C = amtierender Cupsieger – LC = amtierende Landescupsieger n. V. = Nach Verlängerung – i. E. = im Elfmeterschießen | BL = Bundesliga (1. Leistungsstufe) – EL = Erste Liga (2. Leistungsstufe) – RL = Regionalliga (3. Leistungsstufe) LL = Landesliga (4. Leistungsstufe) – L5 = 5. Leistungsstufe M = amtierender Meister – C = amtierender Cupsieger – LC = amtierende Landescupsieger n. V. = Nach Verlängerung – i. E. = im Elfmeterschießen | BL = Bundesliga (1. Leistungsstufe) – EL = Erste Liga (2. Leistungsstufe) – RL = Regionalliga (3. Leistungsstufe) LL = Landesliga (4. Leistungsstufe) – L5 = 5. Leistungsstufe M = amtierender Meister – C = amtierender Cupsieger – LC = amtierende Landescupsieger n. V. = Nach Verlängerung – i. E. = im Elfmeterschießen | BL = Bundesliga (1. Leistungsstufe) – EL = Erste Liga (2. Leistungsstufe) – RL = Regionalliga (3. Leistungsstufe) LL = Landesliga (4. Leistungsstufe) – L5 = 5. Leistungsstufe M = amtierender Meister – C = amtierender Cupsieger – LC = amtierende Landescupsieger n. V. = Nach Verlängerung – i. E. = im Elfmeterschießen      | BL = Bundesliga (1. Leistungsstufe) – EL = Erste Liga (2. Leistungsstufe) – RL = Regionalliga (3. Leistungsstufe) LL = Landesliga (4. Leistungsstufe) – L5 = 5. Leistungsstufe M = amtierender Meister – C = amtierender Cupsieger – LC = amtierende Landescupsieger n. V. = Nach Verlängerung – i. E. = im Elfmeterschießen      | BL = Bundesliga (1. Leistungsstufe) – EL = Erste Liga (2. Leistungsstufe) – RL = Regionalliga (3. Leistungsstufe) LL = Landesliga (4. Leistungsstufe) – L5 = 5. Leistungsstufe M = amtierender Meister – C = amtierender Cupsieger – LC = amtierende Landescupsieger n. V. = Nach Verlängerung – i. E. = im Elfmeterschießen      | BL = Bundesliga (1. Leistungsstufe) – EL = Erste Liga (2. Leistungsstufe) – RL = Regionalliga (3. Leistungsstufe) LL = Landesliga (4. Leistungsstufe) – L5 = 5. Leistungsstufe M = amtierender Meister – C = amtierender Cupsieger – LC = amtierende Landescupsieger n. V. = Nach Verlängerung – i. E. = im Elfmeterschießen      |

## Achtelfinale
Das Achtelfinale fand am 28. bzw. 29. Oktober 2014 statt. Die Paarungen wurden am 28. September 2014 ausgelost.
Folgende Mannschaften haben sich qualifiziert:
- Bundesliga (8) – SCR Altach, SK Sturm Graz, SV Grödig, FC Red Bull Salzburg, FK Austria Wien, SK Rapid Wien, SC Wiener Neustadt, Wolfsberger AC
- Erste Liga (7) – Floridsdorfer AC, TSV Hartberg, FC Wacker Innsbruck, Kapfenberger SV, LASK Linz, SV Mattersburg, SKN St. Pölten
- Regionalliga (1) – SC Ritzing

### Ergebnisse des Achtelfinales
| Datum      | Liga | Liga | Liga | Heimmannschaft | | Gastmannschaft | Ergebnis |
| ---------- | --- | --- | --- | --- | --- | --- | --- |
| 28.10.2014 | BL | – | BL | Wolfsberger AC | – | SC Wiener Neustadt | 3:2 (1:1) |
|            | Torschützen: | Torschützen: | Torschützen: | 1:0 (11.) Attila Simon, 1:1 (37.) Reinhold Ranftl, 2:1 (56.) Stefan Schwendinger, 2:2 (66.) Michael Tieber, 3:2 (72., Eigentor) Adam Sušac                                                                                    | 1:0 (11.) Attila Simon, 1:1 (37.) Reinhold Ranftl, 2:1 (56.) Stefan Schwendinger, 2:2 (66.) Michael Tieber, 3:2 (72., Eigentor) Adam Sušac                                                                                    | 1:0 (11.) Attila Simon, 1:1 (37.) Reinhold Ranftl, 2:1 (56.) Stefan Schwendinger, 2:2 (66.) Michael Tieber, 3:2 (72., Eigentor) Adam Sušac                                                                                    | 1:0 (11.) Attila Simon, 1:1 (37.) Reinhold Ranftl, 2:1 (56.) Stefan Schwendinger, 2:2 (66.) Michael Tieber, 3:2 (72., Eigentor) Adam Sušac                                                                                    |
| 28.10.2014 | RL | – | EL | SC Ritzing | – | Floridsdorfer AC | 1:3 (1:0) |
|            | Torschützen: | Torschützen: | Torschützen: | 1:0 (9.) Stefan Rakowitz, 1:1 (78.) Martin Demic, 1:2 (82.) Michael Pittnauer, 1:3 (90.) Michael Pittnauer | 1:0 (9.) Stefan Rakowitz, 1:1 (78.) Martin Demic, 1:2 (82.) Michael Pittnauer, 1:3 (90.) Michael Pittnauer | 1:0 (9.) Stefan Rakowitz, 1:1 (78.) Martin Demic, 1:2 (82.) Michael Pittnauer, 1:3 (90.) Michael Pittnauer | 1:0 (9.) Stefan Rakowitz, 1:1 (78.) Martin Demic, 1:2 (82.) Michael Pittnauer, 1:3 (90.) Michael Pittnauer |
| 28.10.2014 | EL | – | BL | TSV Hartberg | – | FK Austria Wien | 0:6 (0:3) |
|            | Torschützen: | Torschützen: | Torschützen: | 0:1 (2.) Manuel Ortlechner, 0:2 (21.) Thomas Salamon, 0:3 (41.) Mario Leitgeb, 0:4 (48.) Omer Damari, 0:5 (51.) Alexander Grünwald, 0:6 (70.) Martin Harrer                                                                   | 0:1 (2.) Manuel Ortlechner, 0:2 (21.) Thomas Salamon, 0:3 (41.) Mario Leitgeb, 0:4 (48.) Omer Damari, 0:5 (51.) Alexander Grünwald, 0:6 (70.) Martin Harrer                                                                   | 0:1 (2.) Manuel Ortlechner, 0:2 (21.) Thomas Salamon, 0:3 (41.) Mario Leitgeb, 0:4 (48.) Omer Damari, 0:5 (51.) Alexander Grünwald, 0:6 (70.) Martin Harrer                                                                   | 0:1 (2.) Manuel Ortlechner, 0:2 (21.) Thomas Salamon, 0:3 (41.) Mario Leitgeb, 0:4 (48.) Omer Damari, 0:5 (51.) Alexander Grünwald, 0:6 (70.) Martin Harrer                                                                   |
| 29.10.2014 | EL | – | BL | FC Wacker Innsbruck | – | FC Red Bull Salzburg (M, C) | 0:0 / 1:2 n. V. |
|            | Torschützen: | Torschützen: | Torschützen: | 0:1 (97.) Kevin Kampl, 1:1 (107.) Thomas Bergmann, 1:2 (108.) Ante Roguljić | 0:1 (97.) Kevin Kampl, 1:1 (107.) Thomas Bergmann, 1:2 (108.) Ante Roguljić | 0:1 (97.) Kevin Kampl, 1:1 (107.) Thomas Bergmann, 1:2 (108.) Ante Roguljić | 0:1 (97.) Kevin Kampl, 1:1 (107.) Thomas Bergmann, 1:2 (108.) Ante Roguljić |
| 29.10.2014 | BL | – | EL | SCR Altach | – | SV Mattersburg | 1:1 (0:1) / 1:1 n. V. / 4:2 i. E. |
|            | Torschützen: | Torschützen: | Torschützen: | 0:1 (37.) Manuel Prietl, 1:1 (55.) Ivan Kovačec | 0:1 (37.) Manuel Prietl, 1:1 (55.) Ivan Kovačec | 0:1 (37.) Manuel Prietl, 1:1 (55.) Ivan Kovačec | 0:1 (37.) Manuel Prietl, 1:1 (55.) Ivan Kovačec |
| 29.10.2014 | EL | – | EL | Kapfenberger SV | – | LASK Linz | 5:3 (3:3) |
|            | Torschützen: | Torschützen: | Torschützen: | 0:1 (9.) Radovan Vujanović, 1:1 (18.) Ronivaldo, 2:1 (21., Elfmeter) Radovan Vujanović, 1:3 (35.) Thomas Hinum, 2:3 (41.) Ronivaldo, 3:3 (42.) Philipp Wendler, 4:3 (67.) Ronivaldo, 5:3 (73.) Kelvin Nwamora                 | 0:1 (9.) Radovan Vujanović, 1:1 (18.) Ronivaldo, 2:1 (21., Elfmeter) Radovan Vujanović, 1:3 (35.) Thomas Hinum, 2:3 (41.) Ronivaldo, 3:3 (42.) Philipp Wendler, 4:3 (67.) Ronivaldo, 5:3 (73.) Kelvin Nwamora                 | 0:1 (9.) Radovan Vujanović, 1:1 (18.) Ronivaldo, 2:1 (21., Elfmeter) Radovan Vujanović, 1:3 (35.) Thomas Hinum, 2:3 (41.) Ronivaldo, 3:3 (42.) Philipp Wendler, 4:3 (67.) Ronivaldo, 5:3 (73.) Kelvin Nwamora                 | 0:1 (9.) Radovan Vujanović, 1:1 (18.) Ronivaldo, 2:1 (21., Elfmeter) Radovan Vujanović, 1:3 (35.) Thomas Hinum, 2:3 (41.) Ronivaldo, 3:3 (42.) Philipp Wendler, 4:3 (67.) Ronivaldo, 5:3 (73.) Kelvin Nwamora                 |
| 29.10.2014 | EL | – | BL | SKN St. Pölten | – | SV Grödig | 0:1 (0:1) |
|            | Torschützen: | Torschützen: | Torschützen: | 0:1 (22.) Philipp Huspek | 0:1 (22.) Philipp Huspek | 0:1 (22.) Philipp Huspek | 0:1 (22.) Philipp Huspek |
| 29.10.2014 | BL | – | BL | SK Rapid Wien | – | SK Sturm Graz | 1:0 (1:0) |
|            | Torschützen: | Torschützen: | Torschützen: | 1:0 (5.) Stefan Schwab | 1:0 (5.) Stefan Schwab | 1:0 (5.) Stefan Schwab | 1:0 (5.) Stefan Schwab |
| Legende:   | BL = Bundesliga (1. Leistungsstufe) – EL = Erste Liga (2. Leistungsstufe) – RL = Regionalliga (3. Leistungsstufe) M = amtierender Meister – C = amtierender Cupsieger n. V. = Nach Verlängerung – i. E. = im Elfmeterschießen | BL = Bundesliga (1. Leistungsstufe) – EL = Erste Liga (2. Leistungsstufe) – RL = Regionalliga (3. Leistungsstufe) M = amtierender Meister – C = amtierender Cupsieger n. V. = Nach Verlängerung – i. E. = im Elfmeterschießen | BL = Bundesliga (1. Leistungsstufe) – EL = Erste Liga (2. Leistungsstufe) – RL = Regionalliga (3. Leistungsstufe) M = amtierender Meister – C = amtierender Cupsieger n. V. = Nach Verlängerung – i. E. = im Elfmeterschießen | BL = Bundesliga (1. Leistungsstufe) – EL = Erste Liga (2. Leistungsstufe) – RL = Regionalliga (3. Leistungsstufe) M = amtierender Meister – C = amtierender Cupsieger n. V. = Nach Verlängerung – i. E. = im Elfmeterschießen | BL = Bundesliga (1. Leistungsstufe) – EL = Erste Liga (2. Leistungsstufe) – RL = Regionalliga (3. Leistungsstufe) M = amtierender Meister – C = amtierender Cupsieger n. V. = Nach Verlängerung – i. E. = im Elfmeterschießen | BL = Bundesliga (1. Leistungsstufe) – EL = Erste Liga (2. Leistungsstufe) – RL = Regionalliga (3. Leistungsstufe) M = amtierender Meister – C = amtierender Cupsieger n. V. = Nach Verlängerung – i. E. = im Elfmeterschießen | BL = Bundesliga (1. Leistungsstufe) – EL = Erste Liga (2. Leistungsstufe) – RL = Regionalliga (3. Leistungsstufe) M = amtierender Meister – C = amtierender Cupsieger n. V. = Nach Verlängerung – i. E. = im Elfmeterschießen |

## Viertelfinale
Die Viertelfinalspiele fanden am 7. bzw. 8. April 2015 statt. Die Auslosung wurde am 2. November 2014 durchgeführt.
Folgende Mannschaften haben sich qualifiziert:
- Bundesliga (6) – SCR Altach, SV Grödig, FC Red Bull Salzburg, FK Austria Wien, SK Rapid Wien, Wolfsberger AC
- Erste Liga (2) – Floridsdorfer AC, Kapfenberger SV

### Ergebnisse des Viertelfinales
| Datum      | Liga | Liga | Liga | Heimmannschaft | | Gastmannschaft | Ergebnis |
| ---------- | --- | --- | --- | --- | --- | --- | --- |
| 07.04.2015 | BL | – | BL | Wolfsberger AC | – | SK Rapid Wien | 2:1 (2:0) |
|            | Torschützen: | Torschützen: | Torschützen: | 1:0 (25.) Manuel Kerhe, 2:0 (28.) Christopher Wernitznig, 2:1 (90.) Philipp Schobesberger                                     | 1:0 (25.) Manuel Kerhe, 2:0 (28.) Christopher Wernitznig, 2:1 (90.) Philipp Schobesberger                                     | 1:0 (25.) Manuel Kerhe, 2:0 (28.) Christopher Wernitznig, 2:1 (90.) Philipp Schobesberger                                     | 1:0 (25.) Manuel Kerhe, 2:0 (28.) Christopher Wernitznig, 2:1 (90.) Philipp Schobesberger                                     |
| 07.04.2015 | BL | – | EL | SV Grödig | – | Floridsdorfer AC | 2:1 (2:1) |
|            | Torschützen: | Torschützen: | Torschützen: | 1:0 (15.) Bernd Gschweidl, 1:1 (34.) Sargon Duran, 2:1 (39.) Stefan Nutz                                                      | 1:0 (15.) Bernd Gschweidl, 1:1 (34.) Sargon Duran, 2:1 (39.) Stefan Nutz                                                      | 1:0 (15.) Bernd Gschweidl, 1:1 (34.) Sargon Duran, 2:1 (39.) Stefan Nutz                                                      | 1:0 (15.) Bernd Gschweidl, 1:1 (34.) Sargon Duran, 2:1 (39.) Stefan Nutz                                                      |
| 07.04.2015 | EL | – | BL | Kapfenberger SV | – | FK Austria Wien | 0:2 (0:1) |
|            | Torschützen: | Torschützen: | Torschützen: | 0:1 (2.) David de Paula, 0:2 (77.) Marko Kvasina                                                                              | 0:1 (2.) David de Paula, 0:2 (77.) Marko Kvasina                                                                              | 0:1 (2.) David de Paula, 0:2 (77.) Marko Kvasina                                                                              | 0:1 (2.) David de Paula, 0:2 (77.) Marko Kvasina                                                                              |
| 08.04.2015 | BL | – | BL | SCR Altach | – | FC Red Bull Salzburg (M, C)                                                                                                   | 0:4 (0:3) |
|            | Torschützen: | Torschützen: | Torschützen: | 0:1 (4.) Marcel Sabitzer, 0:2 (32.) Marcel Sabitzer, 0:3 (34.) Jonatan Soriano, 0:4 (79.) Jonatan Soriano                     | 0:1 (4.) Marcel Sabitzer, 0:2 (32.) Marcel Sabitzer, 0:3 (34.) Jonatan Soriano, 0:4 (79.) Jonatan Soriano                     | 0:1 (4.) Marcel Sabitzer, 0:2 (32.) Marcel Sabitzer, 0:3 (34.) Jonatan Soriano, 0:4 (79.) Jonatan Soriano                     | 0:1 (4.) Marcel Sabitzer, 0:2 (32.) Marcel Sabitzer, 0:3 (34.) Jonatan Soriano, 0:4 (79.) Jonatan Soriano                     |
| Legende:   | BL = Bundesliga (1. Leistungsstufe) – EL = Erste Liga (2. Leistungsstufe) M = amtierender Meister – C = amtierender Cupsieger | BL = Bundesliga (1. Leistungsstufe) – EL = Erste Liga (2. Leistungsstufe) M = amtierender Meister – C = amtierender Cupsieger | BL = Bundesliga (1. Leistungsstufe) – EL = Erste Liga (2. Leistungsstufe) M = amtierender Meister – C = amtierender Cupsieger | BL = Bundesliga (1. Leistungsstufe) – EL = Erste Liga (2. Leistungsstufe) M = amtierender Meister – C = amtierender Cupsieger | BL = Bundesliga (1. Leistungsstufe) – EL = Erste Liga (2. Leistungsstufe) M = amtierender Meister – C = amtierender Cupsieger | BL = Bundesliga (1. Leistungsstufe) – EL = Erste Liga (2. Leistungsstufe) M = amtierender Meister – C = amtierender Cupsieger | BL = Bundesliga (1. Leistungsstufe) – EL = Erste Liga (2. Leistungsstufe) M = amtierender Meister – C = amtierender Cupsieger |

## Halbfinale
Die beiden Halbfinalspiele finden am 28. bzw. 29. April 2015 statt. Ausgelost werden die Paarungen am 12. April 2015.
Folgende Mannschaften haben sich qualifiziert:
- Bundesliga (4) – SV Grödig, FC Red Bull Salzburg, FK Austria Wien, Wolfsberger AC

### Ergebnisse des Halbfinales
| Datum      | Liga                                                                                    | Liga                                                                                    | Liga                                                                                    | Heimmannschaft                                                                          |                                                                                         | Gastmannschaft                                                                          | Ergebnis                                                                                |
| ---------- | --------------------------------------------------------------------------------------- | --------------------------------------------------------------------------------------- | --------------------------------------------------------------------------------------- | --------------------------------------------------------------------------------------- | --------------------------------------------------------------------------------------- | --------------------------------------------------------------------------------------- | --------------------------------------------------------------------------------------- |
| 28.04.2015 | BL                                                                                      | –                                                                                       | BL                                                                                      | SV Grödig                                                                               | –                                                                                       | FC Red Bull Salzburg                                                                    | 0:2 (0:0)                                                                               |
|            | Torschützen:                                                                            | Torschützen:                                                                            | Torschützen:                                                                            | 0:1 (74.) Nils Quaschner, 0:2 (78.) Marcel Sabitzer                                     | 0:1 (74.) Nils Quaschner, 0:2 (78.) Marcel Sabitzer                                     | 0:1 (74.) Nils Quaschner, 0:2 (78.) Marcel Sabitzer                                     | 0:1 (74.) Nils Quaschner, 0:2 (78.) Marcel Sabitzer                                     |
| 29.04.2015 | BL                                                                                      | –                                                                                       | BL                                                                                      | Wolfsberger AC                                                                          | –                                                                                       | FK Austria Wien                                                                         | 0:3 (0:0)                                                                               |
|            | Torschützen:                                                                            | Torschützen:                                                                            | Torschützen:                                                                            | 0:1 (64.) Lukas Rotpuller, 0:2 (67.) Mario Leitgeb, 0:3 (72.) James Holland             | 0:1 (64.) Lukas Rotpuller, 0:2 (67.) Mario Leitgeb, 0:3 (72.) James Holland             | 0:1 (64.) Lukas Rotpuller, 0:2 (67.) Mario Leitgeb, 0:3 (72.) James Holland             | 0:1 (64.) Lukas Rotpuller, 0:2 (67.) Mario Leitgeb, 0:3 (72.) James Holland             |
| Legende:   | BL = Bundesliga (1. Leistungsstufe) M = amtierender Meister – C = amtierender Cupsieger | BL = Bundesliga (1. Leistungsstufe) M = amtierender Meister – C = amtierender Cupsieger | BL = Bundesliga (1. Leistungsstufe) M = amtierender Meister – C = amtierender Cupsieger | BL = Bundesliga (1. Leistungsstufe) M = amtierender Meister – C = amtierender Cupsieger | BL = Bundesliga (1. Leistungsstufe) M = amtierender Meister – C = amtierender Cupsieger | BL = Bundesliga (1. Leistungsstufe) M = amtierender Meister – C = amtierender Cupsieger | BL = Bundesliga (1. Leistungsstufe) M = amtierender Meister – C = amtierender Cupsieger |

## Endspiel
Das Endspiel wurde am 3. Juni 2015 im Klagenfurter Wörthersee Stadion ausgetragen. Der FC Red Bull Salzburg konnte wie im Vorjahr das Double aus Meisterschaft und Cup gewinnen. Diese doppelte Titelverteidigung war bisher nur dem SK Rapid Wien (1920) und dem FK Austria Wien (1963) gelungen.
| Paarung              | FK Austria Wien – FC Red Bull Salzburg |
| Ergebnis             | 0:2 n. V. |
| Datum                | 3. Juni 2015 um 20:30 Uhr |
| Stadion              | Wörthersee Stadion, Klagenfurt am Wörthersee |
| Zuschauer            | 16.200 |
| Schiedsrichter       | Oliver Drachta (Linz) |
| Tore                 | 0:1 Jonatan Soriano (95.), 0:2 Felipe Pires (108.) |
| FK Austria Wien      | Heinz Lindner, Fabian Koch, Lukas Rotpuller, Patrizio Stronati, Markus Suttner, Mario Leitgeb (71. James Holland), Christian Ramsebner, Alexander Gorgon (80. Philipp Zulechner), Alexander Grünwald, David de Paula (46. Daniel Royer), Marko Kvasina Cheftrainer: Andreas Ogris |
| FC Red Bull Salzburg | Péter Gulácsi, Peter Ankersen, Duje Ćaleta-Car, Martin Hinteregger, Benno Schmitz, Valon Berisha (100. Nils Quaschner), André Ramalho, Naby Keïta, Takumi Minamino (43. Alexander Walke), Jonatan Soriano, Marcel Sabitzer (81. Felipe Pires) Cheftrainer: Adi Hütter             |
| Gelbe Karten         | Christian Ramsebner, James Holland, Alexander Grünwald, Lukas Rotpuller – André Ramalho, Benno Schmitz, Felipe Pires |
| Platzverweise        | Lukas Rotpuller (122.) – keine |
|                      | keine – Péter Gulácsi (41.) |

## Torschützenliste

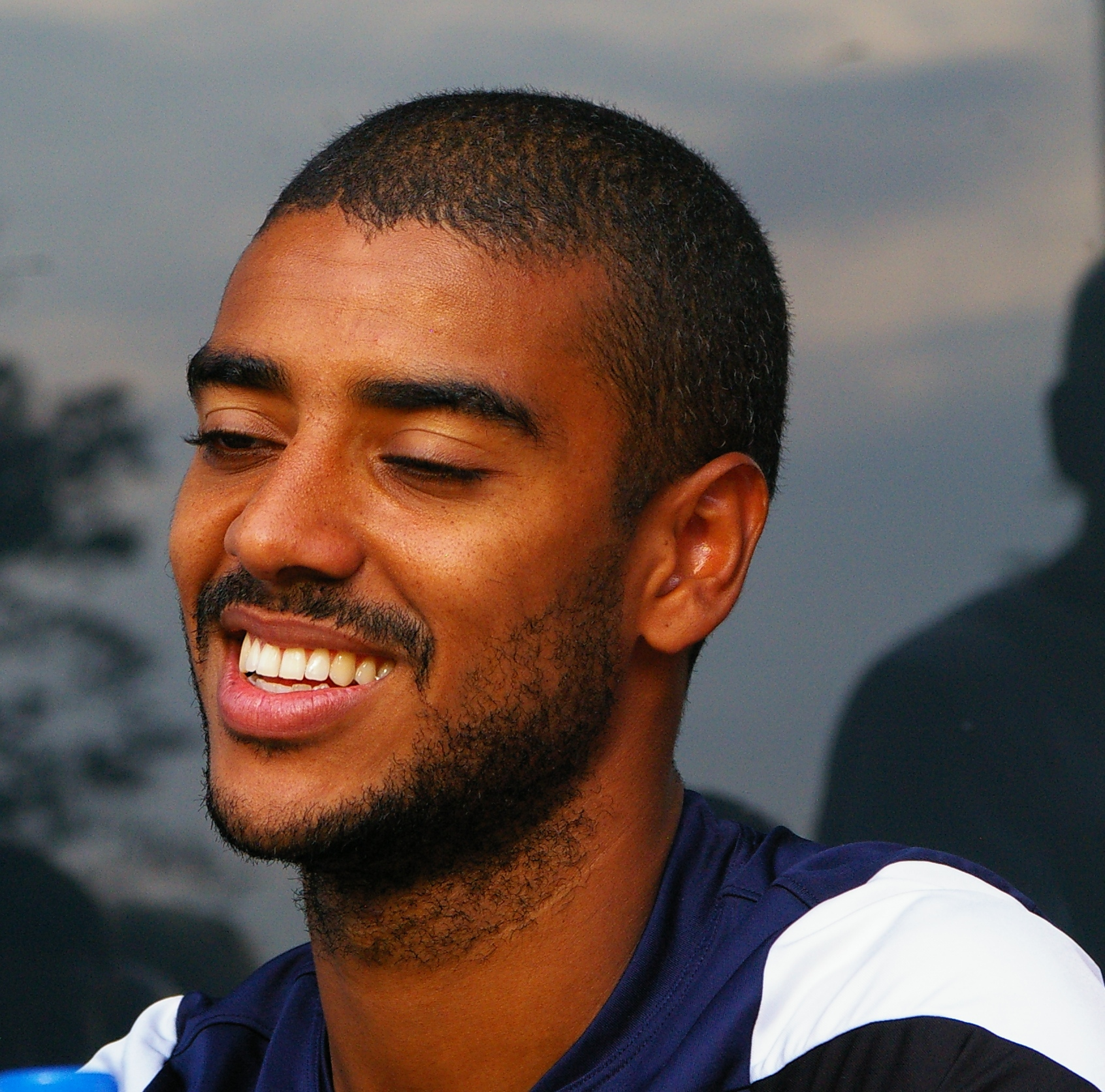
Der Brasilianer Alan ist Führender in der Torschützenliste, verließ aber in der Wintertransferperiode Salzburg

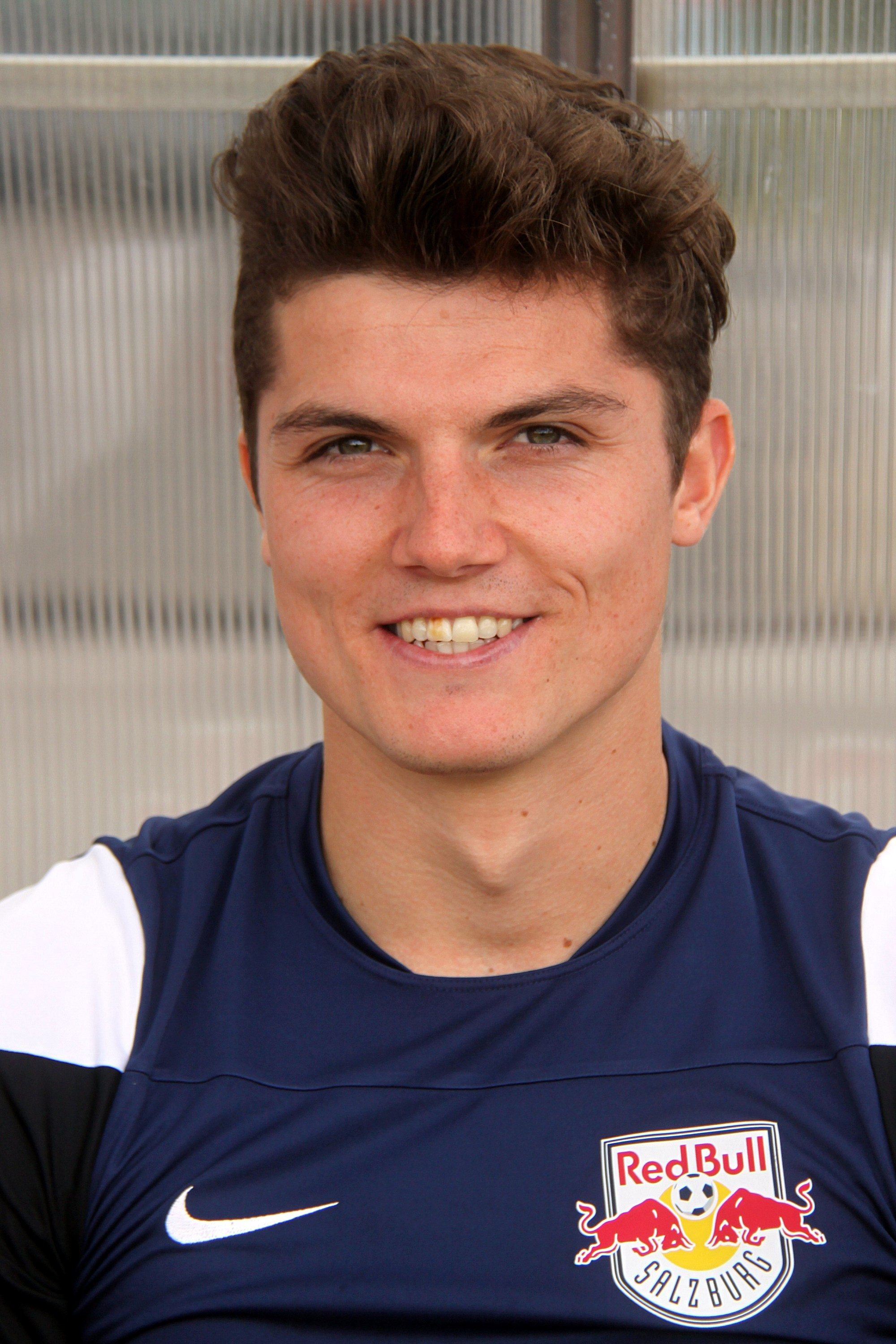
Marcel Sabitzer

| Pl.                 | Name               | Mannschaft           | Tore |
| ------------------- | ------------------ | -------------------- | ---- |
| 1.                  | Alan               | FC Red Bull Salzburg | 7    |
| 1.                  | Jonatan Soriano    | FC Red Bull Salzburg | 7    |
| 1.                  | Marcel Sabitzer    | FC Red Bull Salzburg | 7    |
| 4.                  | Marco Djuricin     | SK Sturm Graz        | 6    |
| 5.                  | Ronivaldo          | Kapfenberger SV      | 5    |
| 5.                  | Radovan Vujanović  | LASK Linz            | 5    |
| 7.                  | Simon Zangerl      | FC Wacker Innsbruck  | 4    |
| 7.                  | Michael Pittnauer  | Floridsdorfer AC     | 4    |
| 7.                  | Alexander Grünwald | FK Austria Wien      | 4    |
| 10.                 | 11 Spieler         | 11 Spieler           | 3    |
| Stand: 3. Juni 2015 |                    |                      |      |

## Grafische Übersicht ab dem Achtelfinale
|  | Achtelfinale 28./29. Oktober 2014 | Achtelfinale 28./29. Oktober 2014 | Achtelfinale 28./29. Oktober 2014 |                      |         | Viertelfinale 7./8. April 2015 | Viertelfinale 7./8. April 2015 | Viertelfinale 7./8. April 2015 |  |  | Halbfinale 28./29. April 2015 | Halbfinale 28./29. April 2015 | Halbfinale 28./29. April 2015 |  |  | Endspiel 3. Juni 2015 | Endspiel 3. Juni 2015 | Endspiel 3. Juni 2015 |
|  |                                   |                                   |                                   |                      |         |                                |                                |                                |  |  |                               |                               |                               |  |  |                       |                       |                       |
|  |                                   | Wolfsberger AC                    | 3                                 |                      |         |                                |                                |                                |  |  |                               |                               |                               |  |  |                       |                       |                       |
|  |                                   | SC Wiener Neustadt                | 2                                 |                      |         |                                |                                |                                |  |  |                               |                               |                               |  |  |                       |                       |                       |
|  |                                   | SC Wiener Neustadt                | 2                                 | Wolfsberger AC       | 2       |                                |                                |                                |  |  |                               |                               |                               |  |  |                       |                       |                       |
|  |                                   |                                   |                                   | Wolfsberger AC       | 2       |                                |                                |                                |  |  |                               |                               |                               |  |  |                       |                       |                       |
|  |                                   |                                   |                                   | SK Rapid Wien        | 1       |                                |                                |                                |  |  |                               |                               |                               |  |  |                       |                       |                       |
|  |                                   | SK Rapid Wien                     | 1                                 | SK Rapid Wien        | 1       |                                |                                |                                |  |  |                               |                               |                               |  |  |                       |                       |                       |
|  |                                   |                                   |                                   |                      |         |                                |                                |                                |  |  |                               |                               |                               |  |  |                       |                       |                       |
|  |                                   | SK Sturm Graz                     | 0                                 |                      |         |                                |                                |                                |  |  |                               |                               |                               |  |  |                       |                       |                       |
|  |                                   | SK Sturm Graz                     | 0                                 | Wolfsberger AC       | 0       |                                |                                |                                |  |  |                               |                               |                               |  |  |                       |                       |                       |
|  |                                   |                                   |                                   | Wolfsberger AC       | 0       |                                |                                |                                |  |  |                               |                               |                               |  |  |                       |                       |                       |
|  |                                   |                                   | FK Austria Wien                   | 3                    |         |                                |                                |                                |  |  |                               |                               |                               |  |  |                       |                       |                       |
|  |                                   | Kapfenberger SV                   | FK Austria Wien                   | 3                    | 5       |                                |                                |                                |  |  |                               |                               |                               |  |  |                       |                       |                       |
|  |                                   |                                   |                                   |                      | 5       |                                |                                |                                |  |  |                               |                               |                               |  |  |                       |                       |                       |
|  |                                   | LASK Linz                         | 3                                 |                      |         |                                |                                |                                |  |  |                               |                               |                               |  |  |                       |                       |                       |
|  |                                   | LASK Linz                         | 3                                 | Kapfenberger SV      | 0       |                                |                                |                                |  |  |                               |                               |                               |  |  |                       |                       |                       |
|  |                                   |                                   |                                   | Kapfenberger SV      | 0       |                                |                                |                                |  |  |                               |                               |                               |  |  |                       |                       |                       |
|  |                                   |                                   |                                   | FK Austria Wien      | 2       |                                |                                |                                |  |  |                               |                               |                               |  |  |                       |                       |                       |
|  |                                   | TSV Hartberg                      | 0                                 | FK Austria Wien      | 2       |                                |                                |                                |  |  |                               |                               |                               |  |  |                       |                       |                       |
|  |                                   |                                   |                                   |                      |         |                                |                                |                                |  |  |                               |                               |                               |  |  |                       |                       |                       |
|  |                                   | FK Austria Wien                   | 6                                 |                      |         |                                |                                |                                |  |  |                               |                               |                               |  |  |                       |                       |                       |
|  |                                   | FK Austria Wien                   | 6                                 | FK Austria Wien      | 0       |                                |                                |                                |  |  |                               |                               |                               |  |  |                       |                       |                       |
|  |                                   |                                   |                                   |                      |         |                                |                                |                                |  |  |                               |                               |                               |  |  |                       |                       |                       |
|  |                                   |                                   | FC Red Bull Salzburg              | 21                   |         |                                |                                |                                |  |  |                               |                               |                               |  |  |                       |                       |                       |
|  |                                   | SKN St. Pölten                    | FC Red Bull Salzburg              | 21                   | 0       |                                |                                |                                |  |  |                               |                               |                               |  |  |                       |                       |                       |
|  |                                   |                                   |                                   |                      | 0       |                                |                                |                                |  |  |                               |                               |                               |  |  |                       |                       |                       |
|  |                                   | SV Grödig                         | 1                                 |                      |         |                                |                                |                                |  |  |                               |                               |                               |  |  |                       |                       |                       |
|  |                                   | SV Grödig                         | 1                                 | SV Grödig            | 2       |                                |                                |                                |  |  |                               |                               |                               |  |  |                       |                       |                       |
|  |                                   |                                   |                                   | SV Grödig            | 2       |                                |                                |                                |  |  |                               |                               |                               |  |  |                       |                       |                       |
|  |                                   |                                   |                                   | Floridsdorfer AC     | 1       |                                |                                |                                |  |  |                               |                               |                               |  |  |                       |                       |                       |
|  |                                   | SC Ritzing                        | 1                                 | Floridsdorfer AC     | 1       |                                |                                |                                |  |  |                               |                               |                               |  |  |                       |                       |                       |
|  |                                   |                                   |                                   |                      |         |                                |                                |                                |  |  |                               |                               |                               |  |  |                       |                       |                       |
|  |                                   | Floridsdorfer AC                  | 3                                 |                      |         |                                |                                |                                |  |  |                               |                               |                               |  |  |                       |                       |                       |
|  |                                   | Floridsdorfer AC                  | 3                                 | SV Grödig            | 0       |                                |                                |                                |  |  |                               |                               |                               |  |  |                       |                       |                       |
|  |                                   |                                   |                                   | SV Grödig            | 0       |                                |                                |                                |  |  |                               |                               |                               |  |  |                       |                       |                       |
|  |                                   |                                   | FC Red Bull Salzburg              | 2                    |         |                                |                                |                                |  |  |                               |                               |                               |  |  |                       |                       |                       |
|  |                                   | SCR Altach                        | FC Red Bull Salzburg              | 2                    | 21 (4)2 |                                |                                |                                |  |  |                               |                               |                               |  |  |                       |                       |                       |
|  |                                   |                                   |                                   |                      |         |                                |                                |                                |  |  |                               |                               |                               |  |  |                       |                       |                       |
|  |                                   | SV Mattersburg                    | 1 (2)                             |                      |         |                                |                                |                                |  |  |                               |                               |                               |  |  |                       |                       |                       |
|  |                                   | SV Mattersburg                    | 1 (2)                             | SCR Altach           | 0       |                                |                                |                                |  |  |                               |                               |                               |  |  |                       |                       |                       |
|  |                                   |                                   |                                   | SCR Altach           | 0       |                                |                                |                                |  |  |                               |                               |                               |  |  |                       |                       |                       |
|  |                                   |                                   |                                   | FC Red Bull Salzburg | 4       |                                |                                |                                |  |  |                               |                               |                               |  |  |                       |                       |                       |
|  |                                   | FC Wacker Innsbruck               | 1                                 | FC Red Bull Salzburg | 4       |                                |                                |                                |  |  |                               |                               |                               |  |  |                       |                       |                       |
|  |                                   |                                   |                                   |                      |         |                                |                                |                                |  |  |                               |                               |                               |  |  |                       |                       |                       |
|  |                                   | FC Red Bull Salzburg              | 121                               |                      |         |                                |                                |                                |  |  |                               |                               |                               |  |  |                       |                       |                       |

1: Sieg nach Verlängerung
2: Sieg im Elfmeterschießen